# Nonstal
Das Nonstal (italienisch Val di Non, auf Nones Val de Non) ist ein orographisch rechtes Seitental des Etschtals nördlich von Trient in Italien. Es gehört zum Großteil zum Trentino, nur im nördlichsten Abschnitt liegen drei Gemeinden auf Südtiroler Gebiet; diese werden zusammen als Deutschnonsberg bezeichnet.

## Etymologie
Der Name Non leitet sich von dem Wort Anauni ab, wie die Bewohner des Tales von den Römern genannt wurden. Aus der spätrömischen Bezeichnung Anaunia wurde das dialektale Valdenòn, woraus durch spätere Umwandlungen das italianisierte Val di Non entstand.
In Südtirol wird die gesamte Talschaft traditionell als Nonsberg bezeichnet. Die alte deutschsprachige Bezeichnung für den Nonsberg ist der Nons, Bewohner bzw. die Abkunft wurden schon im 14. und 15. Jahrhundert mit vom Nons oder ab dem Nons angegeben. Die moderne deutsche Bezeichnung Nonstal ist dagegen rezenten Ursprungs und lediglich eine wörtliche Übersetzung des italienischen Val di Non.
Im Italienischen wird der obere Bereich auf der orographisch linken Talseite ab Dermulo aufwärts als Alta Val di Non vom übrigen Val di Non namentlich abgegrenzt.

## Geographie

### Lage und Umgebung
Das Nonstal liegt im Nordwesten der Provinz Trient im mittleren und unteren Einzugsgebiet des Flusses Noce. Es besitzt überwiegend eine Nord-Süd-Ausrichtung und ist zwischen der Laugenspitze (2434 m) im Norden bis zur Paganella (2125 m) im Süden etwa 35 km lang. Zwischen Mendelpass (1363 m) und Mostizzolo-Brücke (594 m) am Eingang zum Val di Sole erreicht das Tal eine maximale Breite von 15 km. Es bedeckt eine Fläche von etwas mehr als 400 km².
Eingegrenzt wird es von mehreren Bergkämmen, die das Nonstal von den Nachbartälern abgrenzen. Zwischen dem Taldurchbruch an der Rocchetta-Schlucht im Südosten und dem Gampenjoch im Nordosten ist es der zur Nonsberggruppe gehörenden Mendelkamm, der das Nonstal vom Etschtal trennt. Im Norden trennt es der nach der Alpenvereinseinteilung der Ostalpen zu den Ortler-Alpen gehörende Ilmenkamm vom Ultental ab. Dieser im Italienischen als Catene delle Maddalene bezeichnete Kamm ist nach SOIUSA eine Untergruppe der Nonsberggruppe, da SOIUSA die Grenze zwischen Ortler-Alpen und Nonsberggruppe weiter westlich am Rabbijoch verortet.
Im Nordwesten grenzt das Tal bei der Mostizzolo-Brücke an das in südwestlicher Richtung verlaufende Val di Sole. Daran grenzen südlich die nördlichen Ausläufer der Brenta-Gruppe, die das Nonstal an seiner Westseite abgrenzen und aus zwei fast parallel verlaufenden Bergkämmen bestehen, in deren Mitte das Val di Tovel liegt. Der westliche dieser Kämme ist der vom Sasso Rosso (2654 m) über den Monte Peller bis zur Mostizzolo Brücke abfallende Kamm, während der östliche niedrigere Kamm vom Monte Alto über den Monte Corno bis Eingang des Toveltales südwestlich von Tuenno verläuft.
Südwestlich bildet das vom Torrente Sporeggio durchflossene Tal die Grenze zwischen den Ausläufern der Brenta-Gruppe und dem Massiv der Paganella. Letzteres fällt nördlich bis zur Rocchetta-Schlucht ab. Die bedeutendsten Seitentäler des Nonstales sind das Val di Bresimo im Norden, das Val di Tovel im Westen und das Val di Sporeggio im Süden.

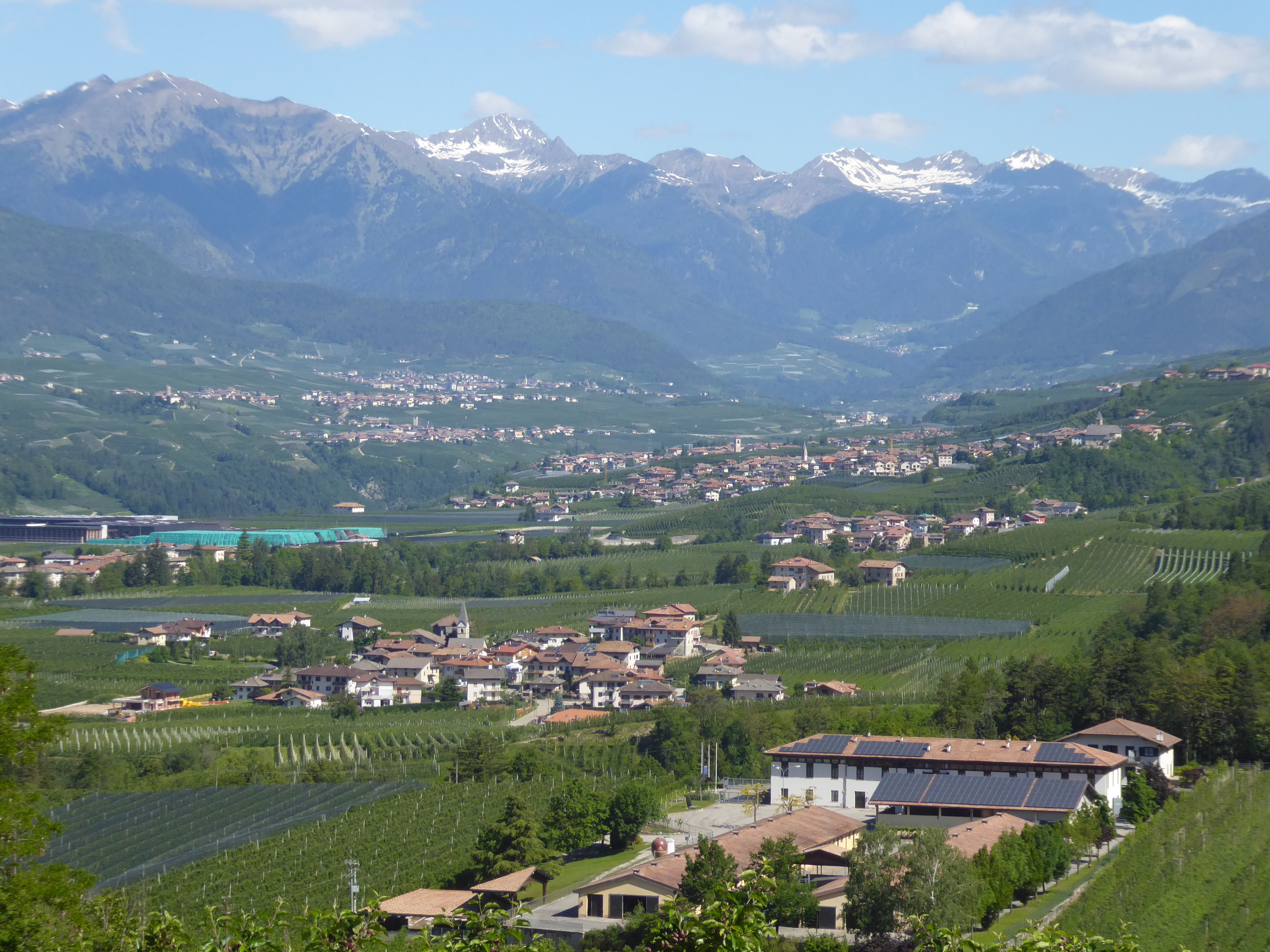
Das mittlere und obere Nonstal mit dem Ilmenkamm im Hintergrund
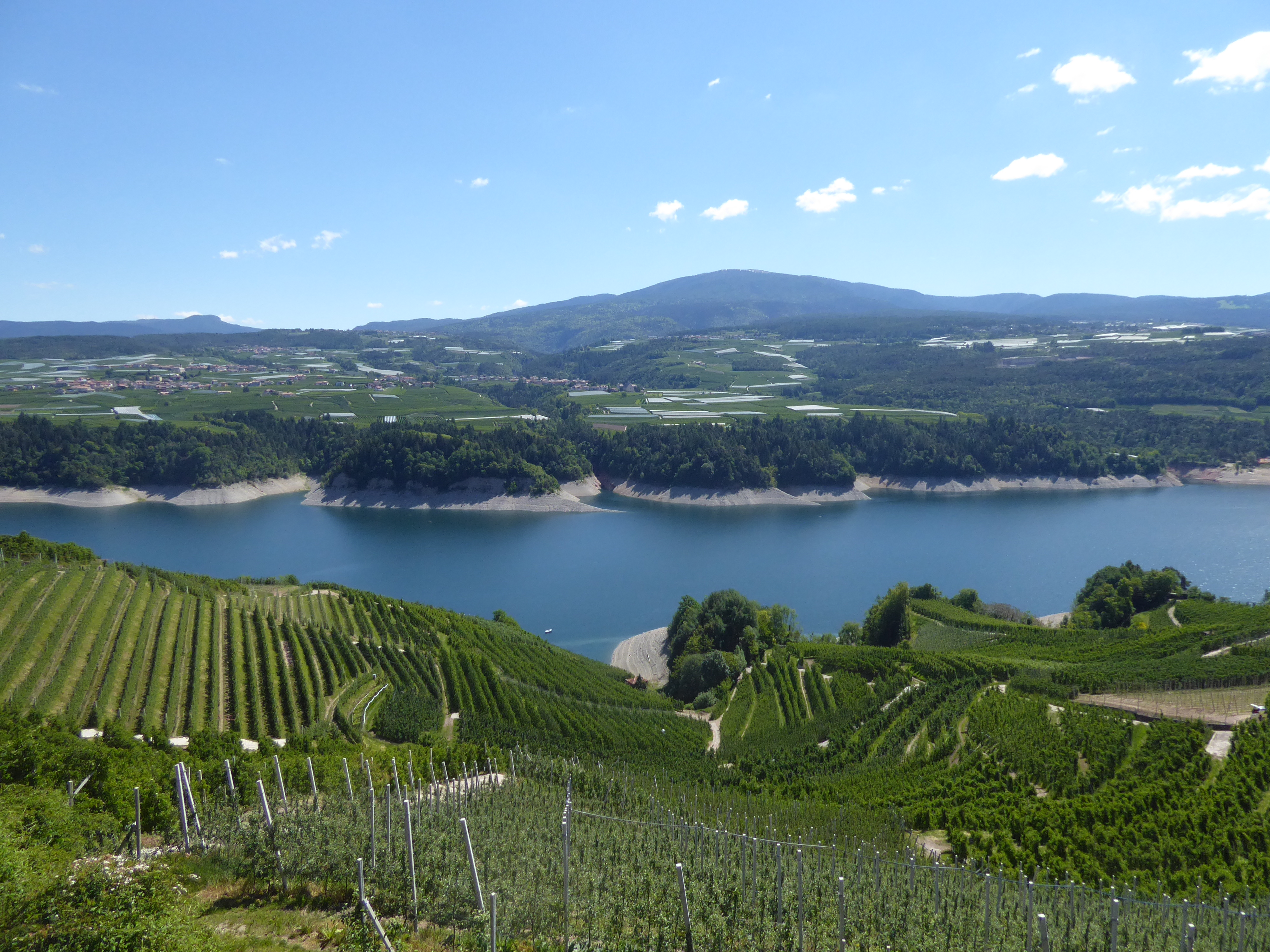
Das mittlere Nonstal mit dem Mendelkamm
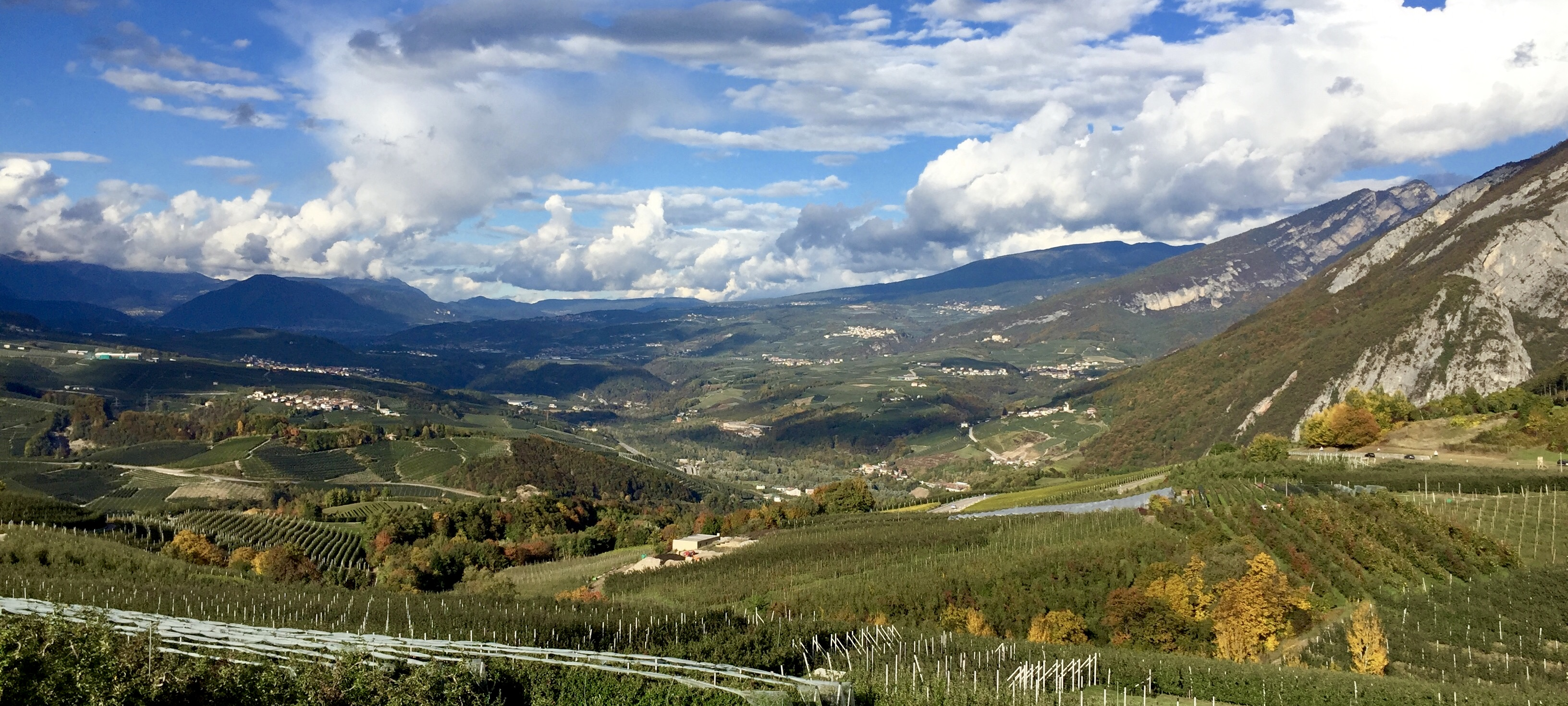
Das Nonstal vom Val Sporeggio mit Blickrichtung Norden. Im Hintergrund rechts der Mendel- und links der Ilmenkamm
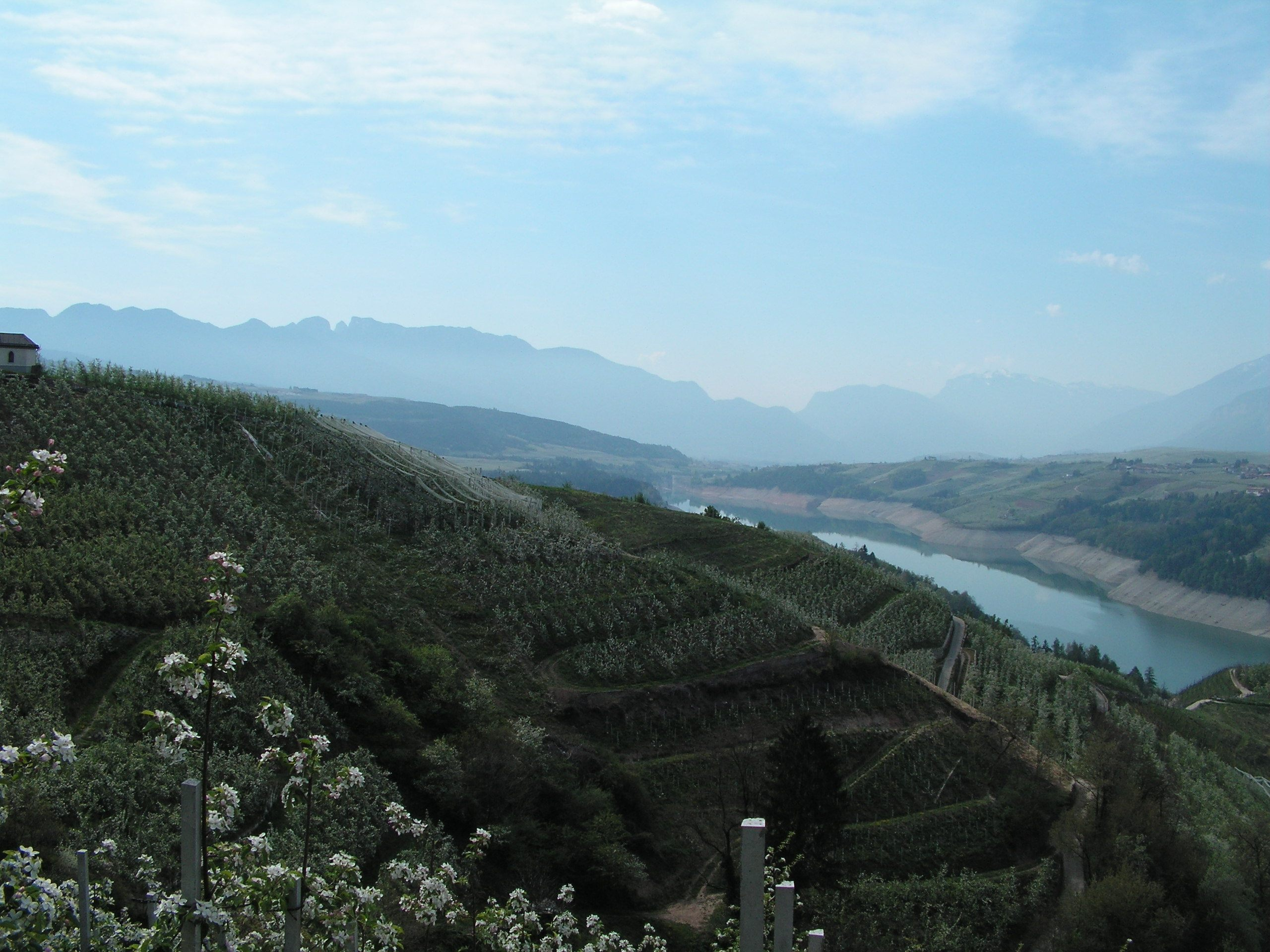
Das obere Nonstal mit Blickrichtung Süden auf den Mendelkamm (links) und die Paganella (rechts)
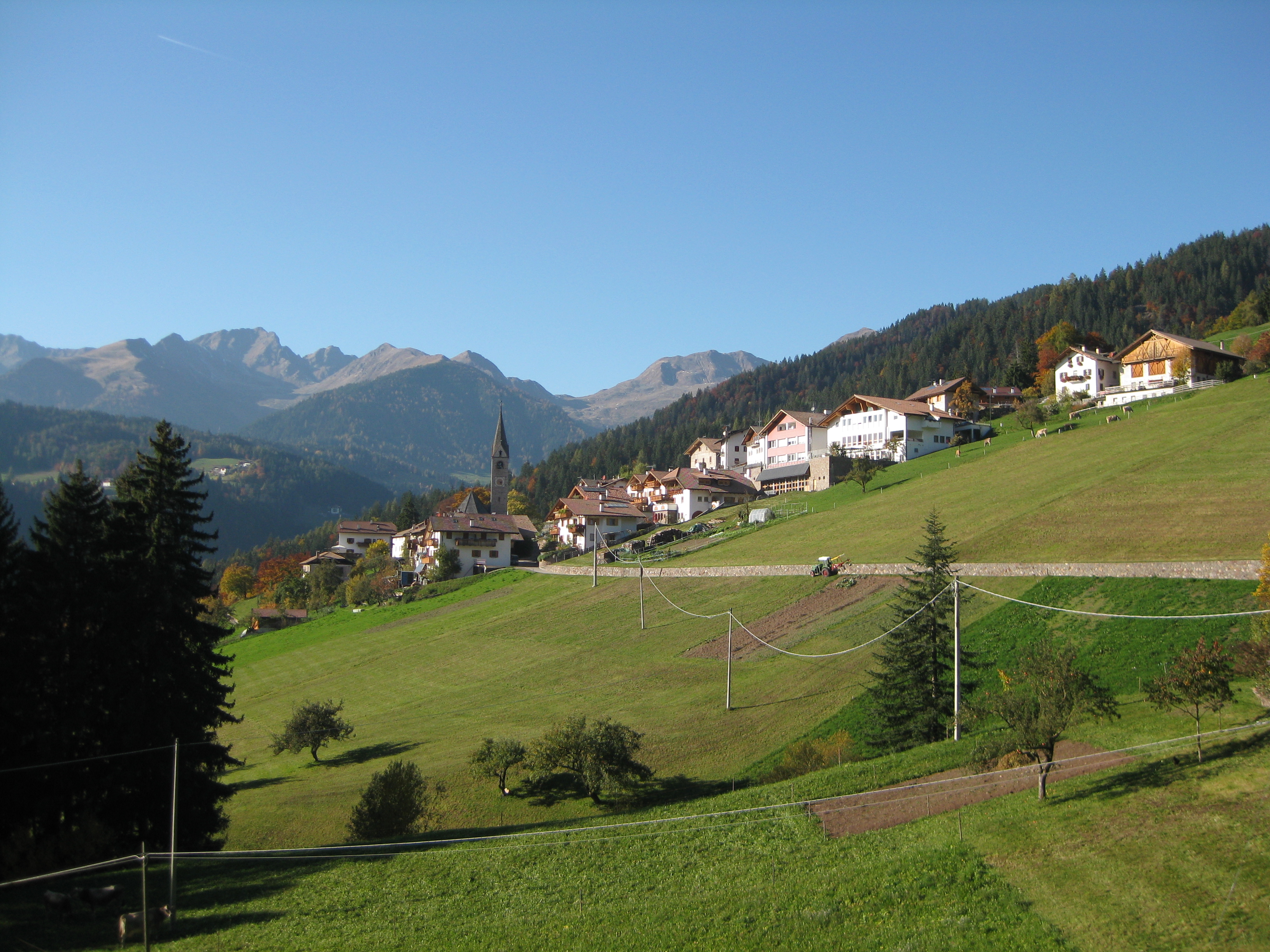
Laurein am Deutschnonsberg mit dem Ilmenkamm im Hintergrund

### Gewässer
Der Noce ist das größte Fließgewässer des Nonstales, der das Tal in seinem Mittellauf und in Teilen seines Unterlaufes durchquert. Er wird von zahlreichen Nebenflüssen, insbesondere im Nordosten des Tales, gespeist, die meist die Eigenschaften von Sturzbächen (ital. Torrente) besitzen. Südlich von Cles wird der Noce durch die 1951 errichtete Santa-Giustina-Talsperre zum gleichnamigen Santa-Giustina-See aufgestaut, der das Aussehen des Tales wesentlich verändert hat. In den Noce entwässern alle anderen Gewässer des Tales.
Der bedeutendste Nebenfluss des Noce, der in den Santa-Giustina-See mündet ist der Torrente Novella. Letzterer fließt in Nord-Süd-Richtung durch den nordöstlichen Teil des Nonstales und teilt diesen Talbereich in zwei Hälften auf. Der nordöstliche Talbereich ist der wasserreichste des Nonstales. Neben dem Torrente Novella finden sich auf dieser Talseite mit dem Torrente Barnes, Torrente Pescara, dem Rio San Romedio, dem Rio Pongaiola und dem Rio Rinassico eine Reihe von weiteren linken Nebenflüssen des Noce. Die orographisch rechte Talseite ist wesentlich wasserärmer, sowohl was die Anzahl der Nebenflüsse in den Noce als auch ihre Durchflussmenge und Länge anbelangt. Zu den rechten Nebenflüssen des Noce im Nonstal zählen der Torrente Tresenica, dem Abfluss des Tovelsees, der in Teilen unterirdisch verläuft sowie der Torrente Sporeggio, der das gleichnamige Seitental im Südwesten des Nonstales entwässert.
Das Nonstal weist mehrere kleinere natürliche Seen auf, die infolge von Bergstürzen entstanden oder sich hinter Moränenablagerungen aufstauten. Des Weiteren gibt es neben dem Santa-Giustina-Stausee noch weitere künstlich angelegte Seen wie den Mollaro-Stausee oder die Seen von Coredo und Tavon.

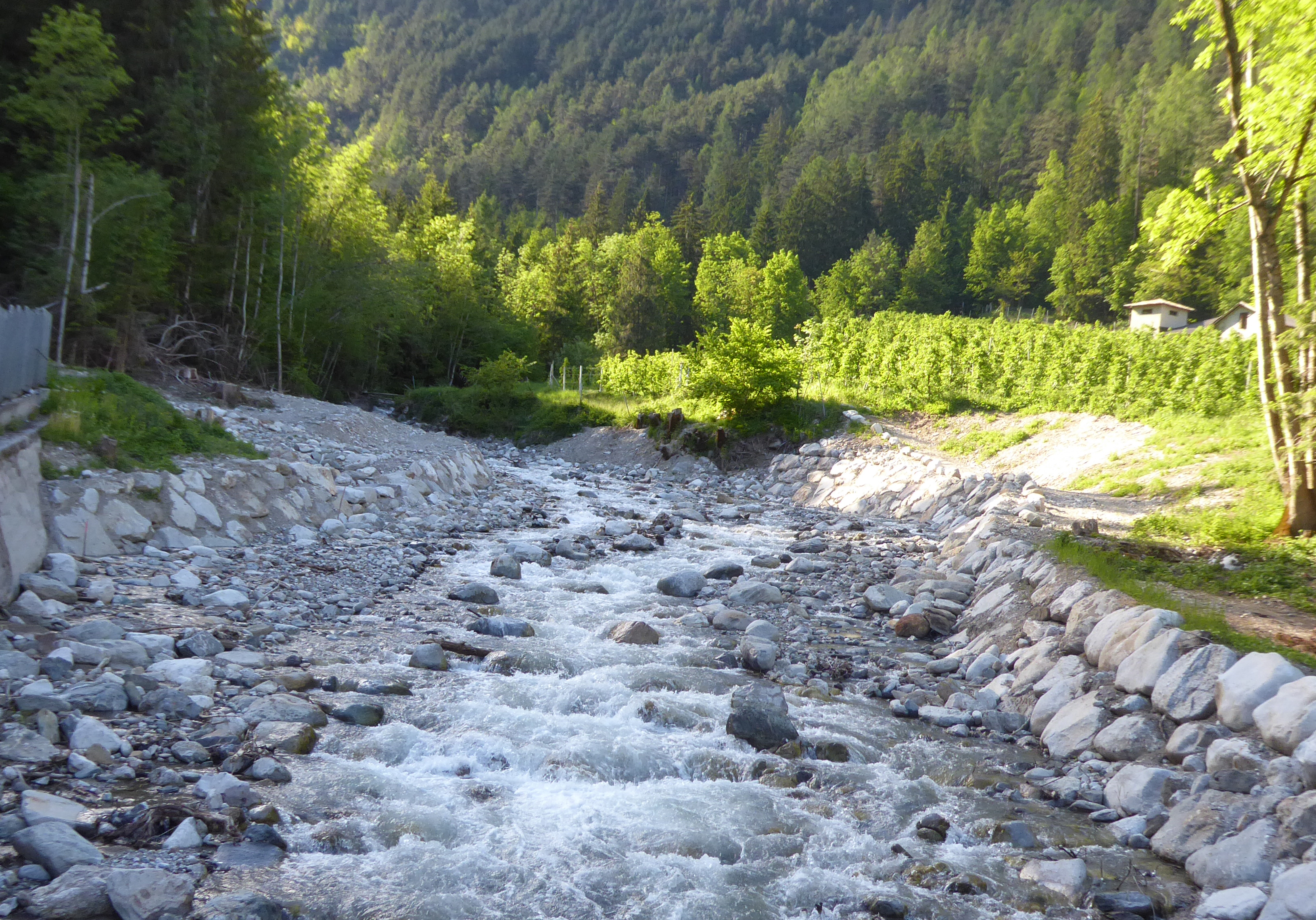
Torrente Barnes
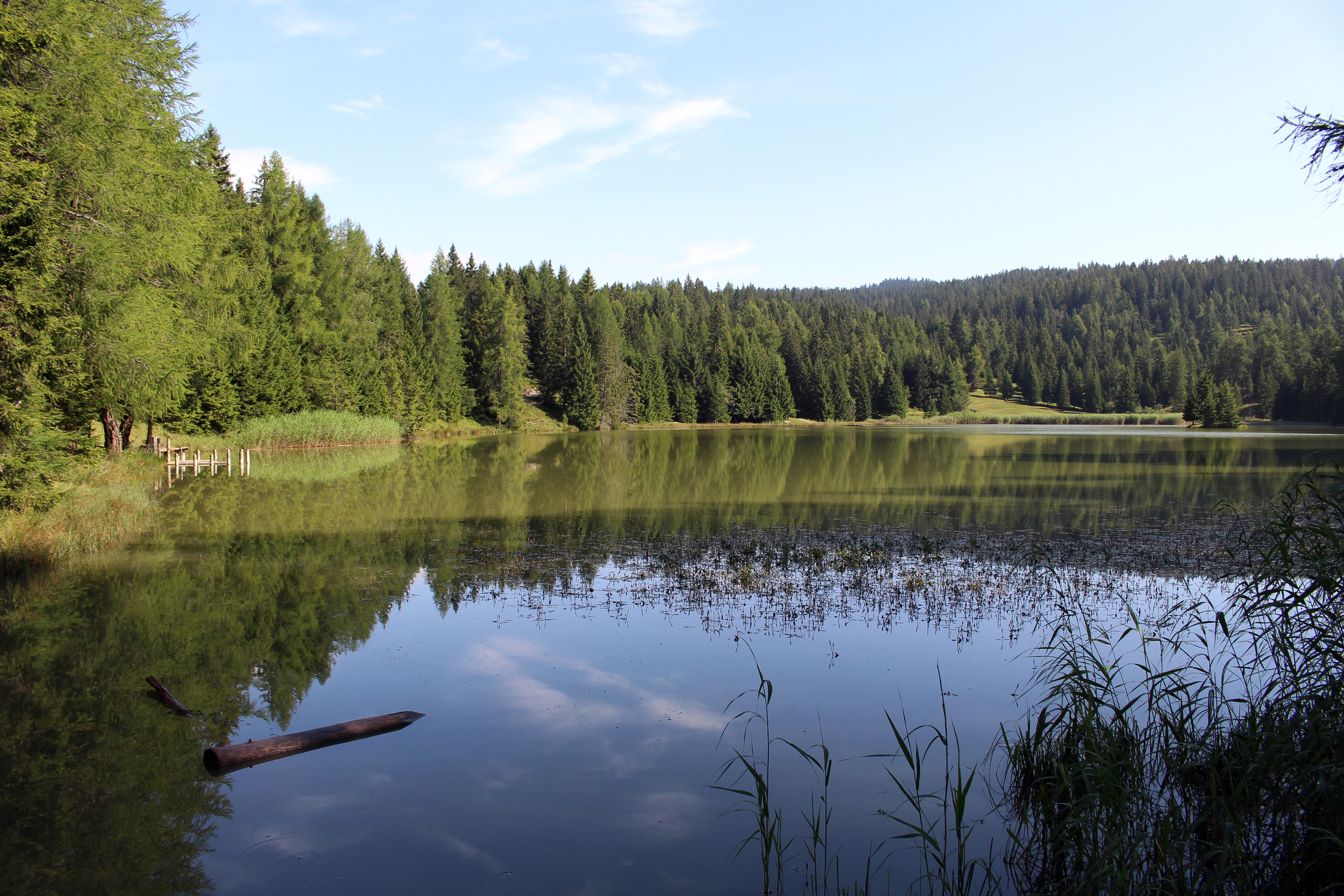
Felixer Weiher
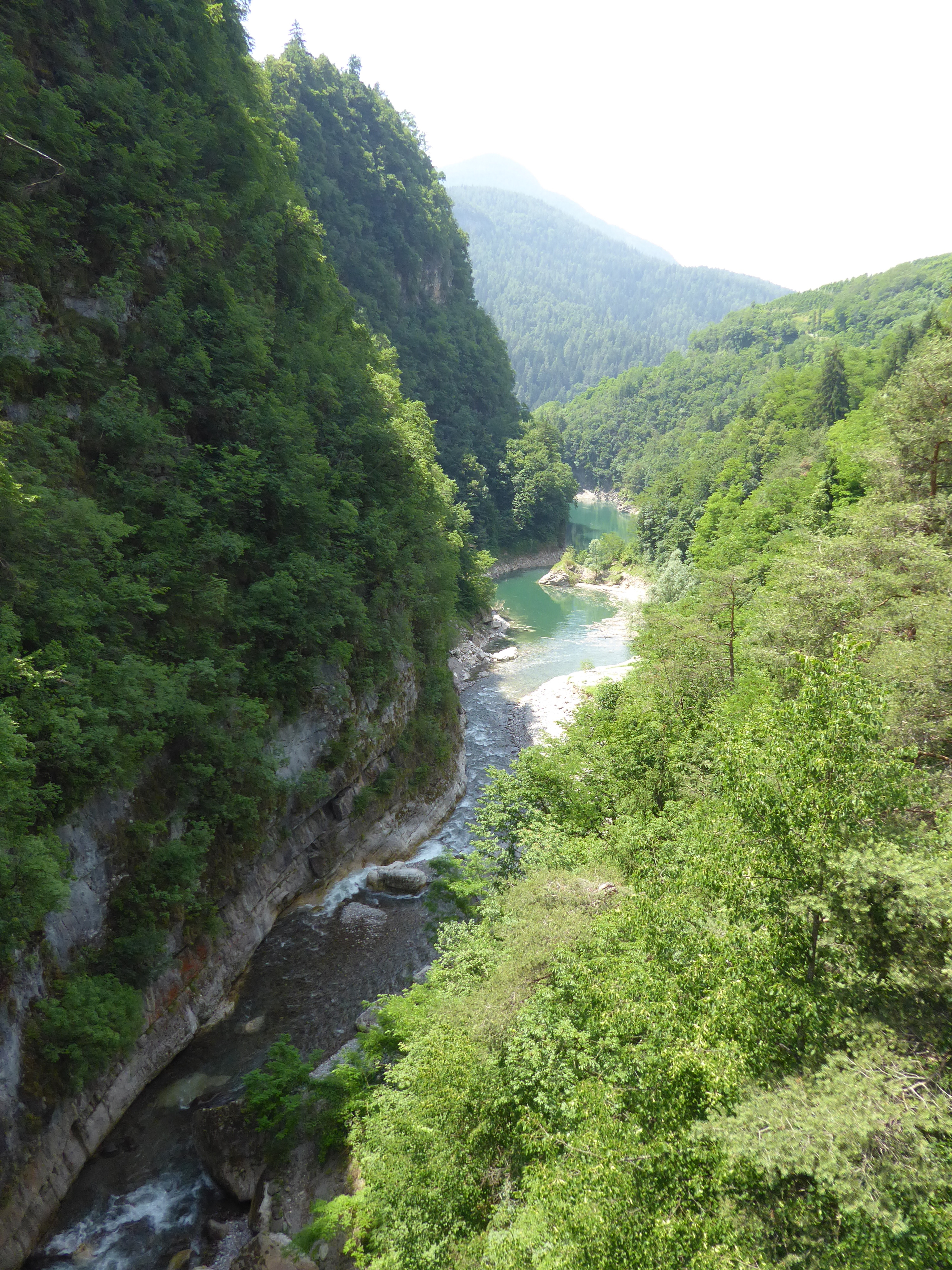
Torrente Pescara
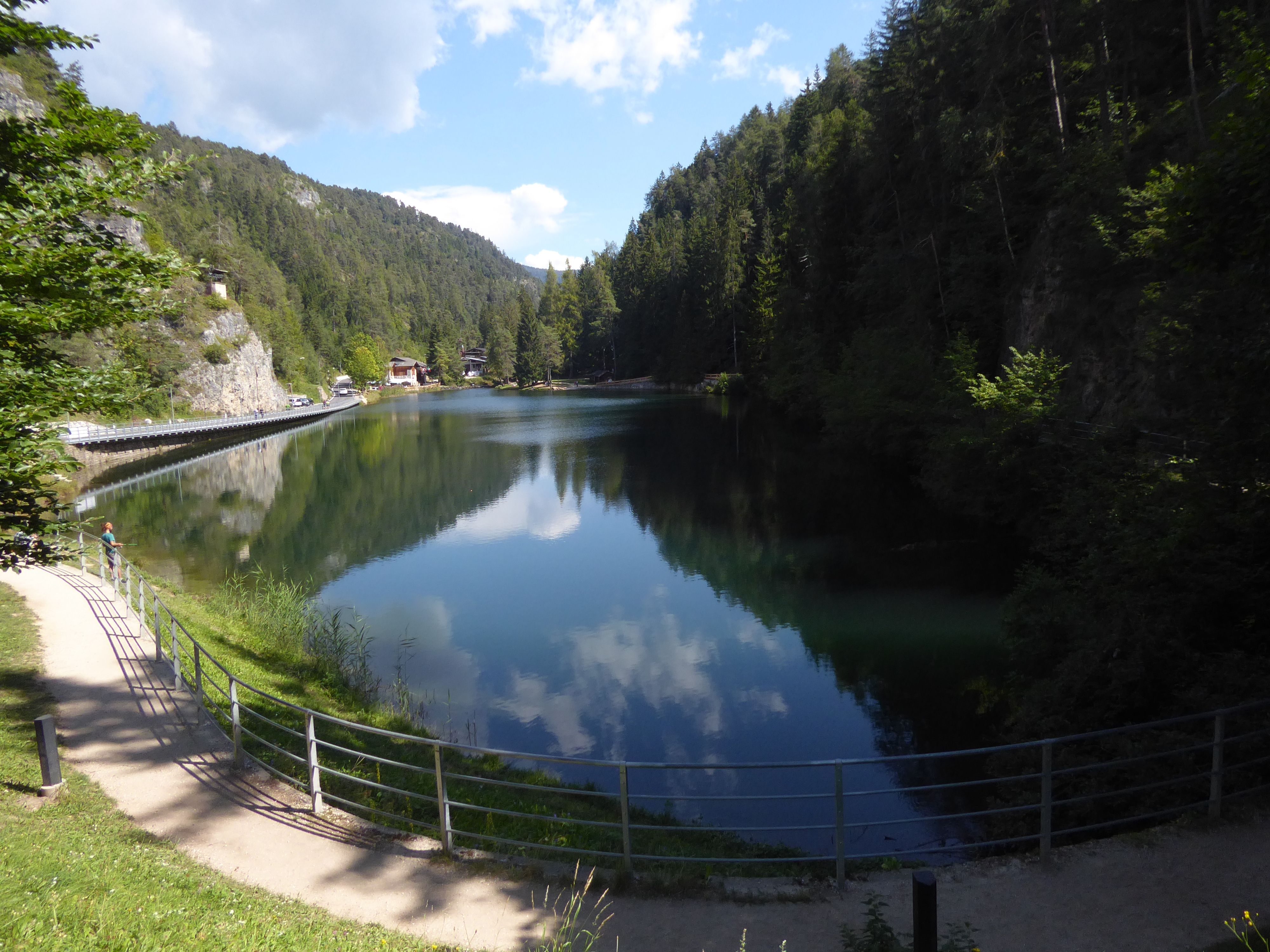
Lago Smeraldo
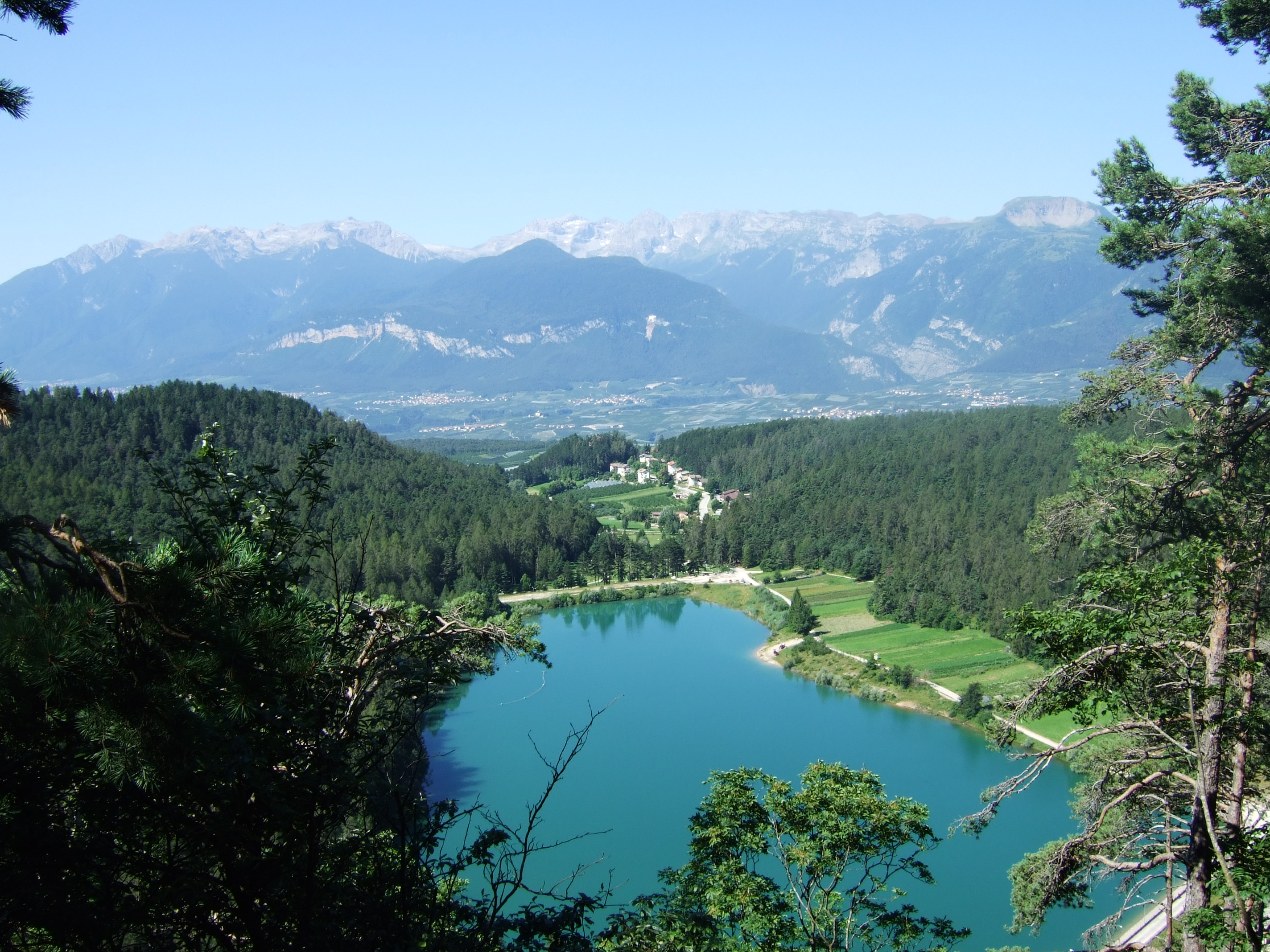
Lago di Coredo

## Geomorphologie und Geologie
Das Nonstal hat die Form einer weitläufigen Senke und liegt im Durchschnitt auf einer Höhe 600 m s.l.m. im Vergleich zum östlich liegenden tieferen Etschtal. Es unterscheidet sich in seiner Geomorphologie wesentlich von den Nachbartälern und besitzt die Charakteristiken einer Rumpffläche, die stellenweise von relativ tiefen Einschnitten durchzogen ist, die in einigen Fällen aufgrund der Erosion bis zu hundert Meter tiefe Schluchten bilden.
Das Val di Non hat das U-förmige Querprofil eines Trogtales, das während der letzten Kaltzeit vom Noce- und vom Etschgletscher geformt wurde. Letzterer floss im Norden über den Rand des Etschtales und nahm im Bereich des Nonstales den Nocegletscher auf. Moränenablagerungen, auch in Form von Moränenterrassen, und Findlinge sind geologische Zeugnisse dieser Epoche.
Petrographisch gesehen kommen im Nonstal vor allem Kalkstein und Dolomit vor, es sind aber auch andere Formationen vorhanden. Die geologische Zeitskala kann anhand der Stratigraphie des Tales zwischen Perm und Quartär festgelegt werden. Die dem Perm zuzuordnenden Schichten, bestehend aus Quarzporphyr der Etschtaler Vulkanit-Gruppe, finden sich ausschließlich im nördlichen Bereich des Tales um die Laugenspitze östlich des Hofmahdjochs. Es ist davon auszugehen, dass diese Schicht eine Plattform bildet, auf der die jüngeren Sedimentschichten des Nonstales ruhen.
Tektonisch gesehen besteht das Nonstal aus einer asymmetrischen Synklinale, deren östlicher Rand weitläufiger und weniger steil ist als der westliche Rand. Die Achse der Synklinale verläuft in nordnordöstlicher- südsüdwestlicher Richtung, praktisch entlang des Talgrundes etwas westlich des Flusslaufes des Noce. Sie setzt sich im Süden des Tales mit der zwischen Cavedago und Molveno liegenden Synklinale fort. Die im Nonstal liegenden tektonische Störungslinien können der Judikarien-Linie zugeordnet werden.

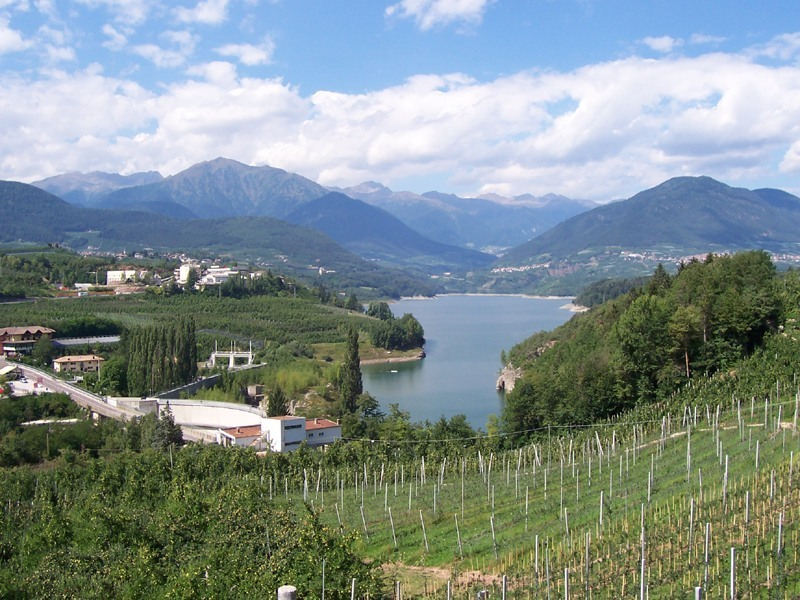
Die Santa-Giustina-Talsperre mit dem Val di Bresimo im Hintergrund
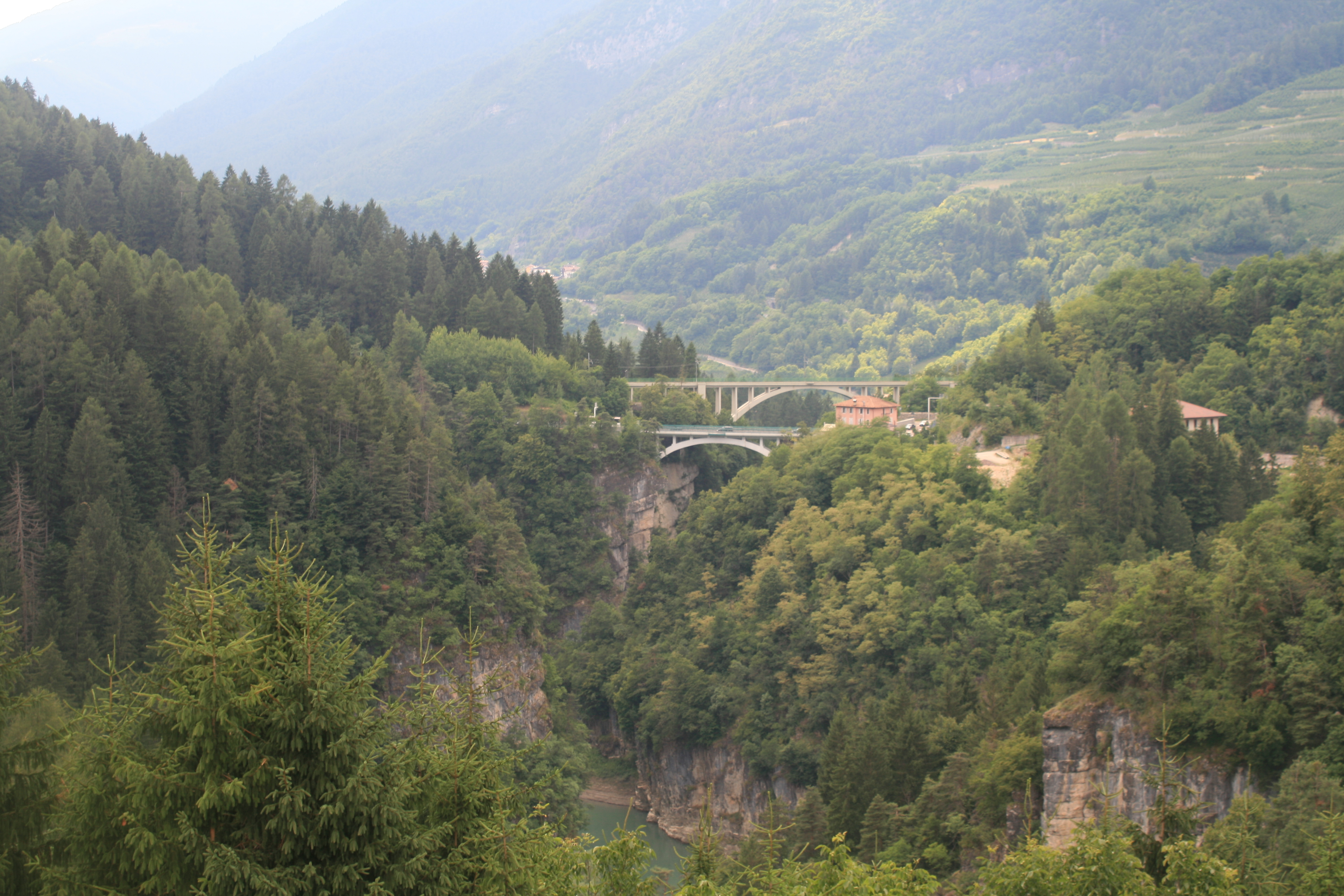
Mostizzolo-Schlucht
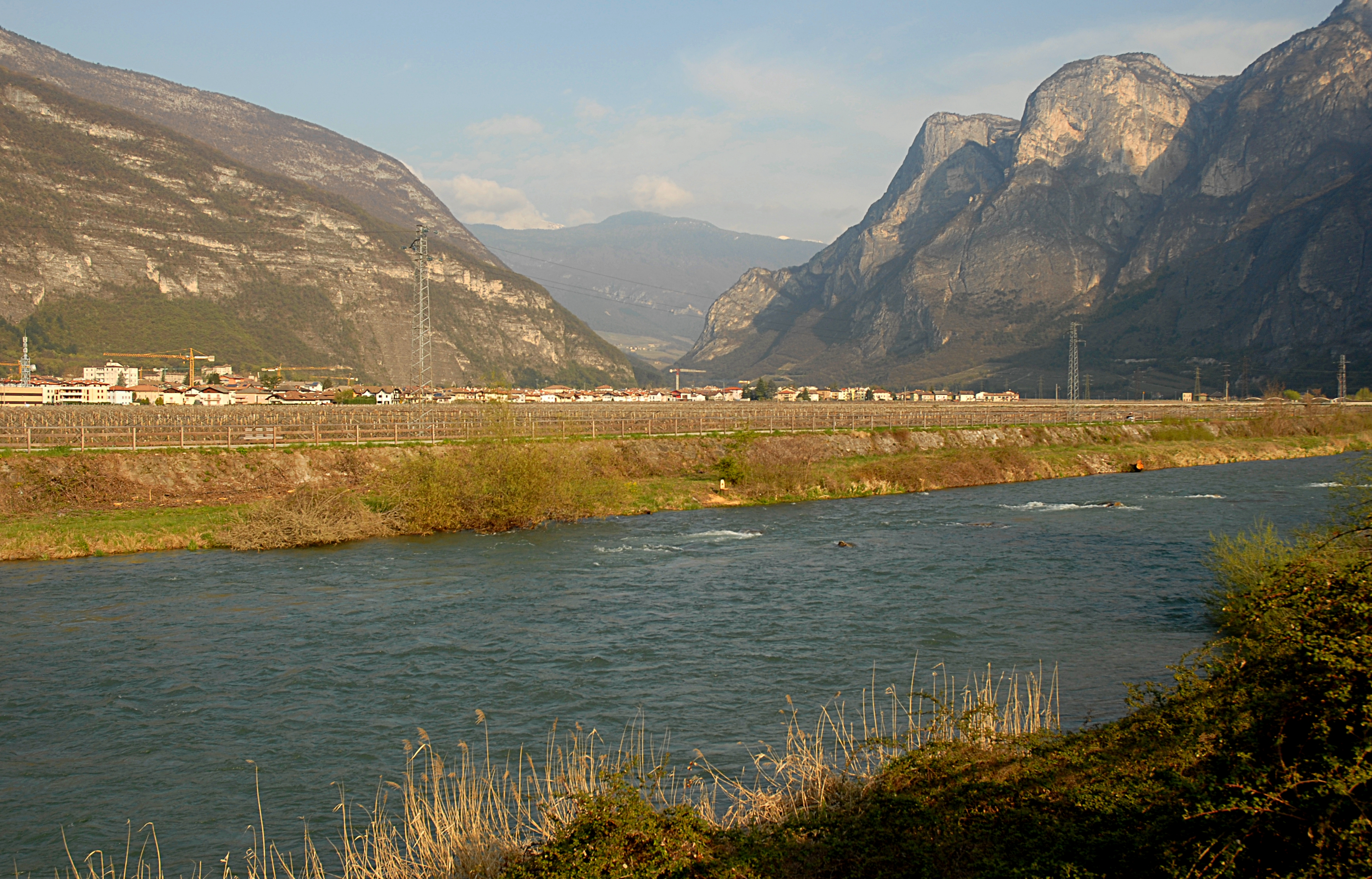
Der Noce bei Mezzolombardo. Dahinter der Taldurchbruch an der Rocchetta-Schlucht
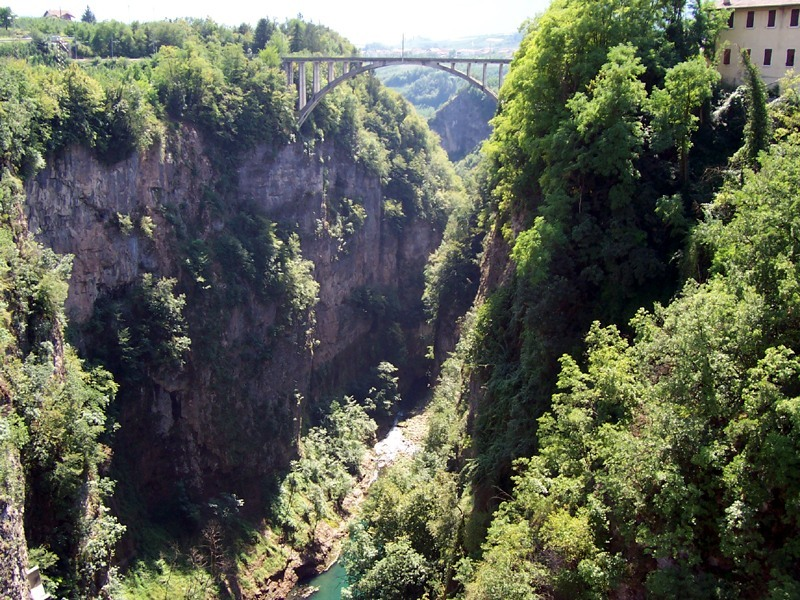
Santa-Giustina-Schlucht
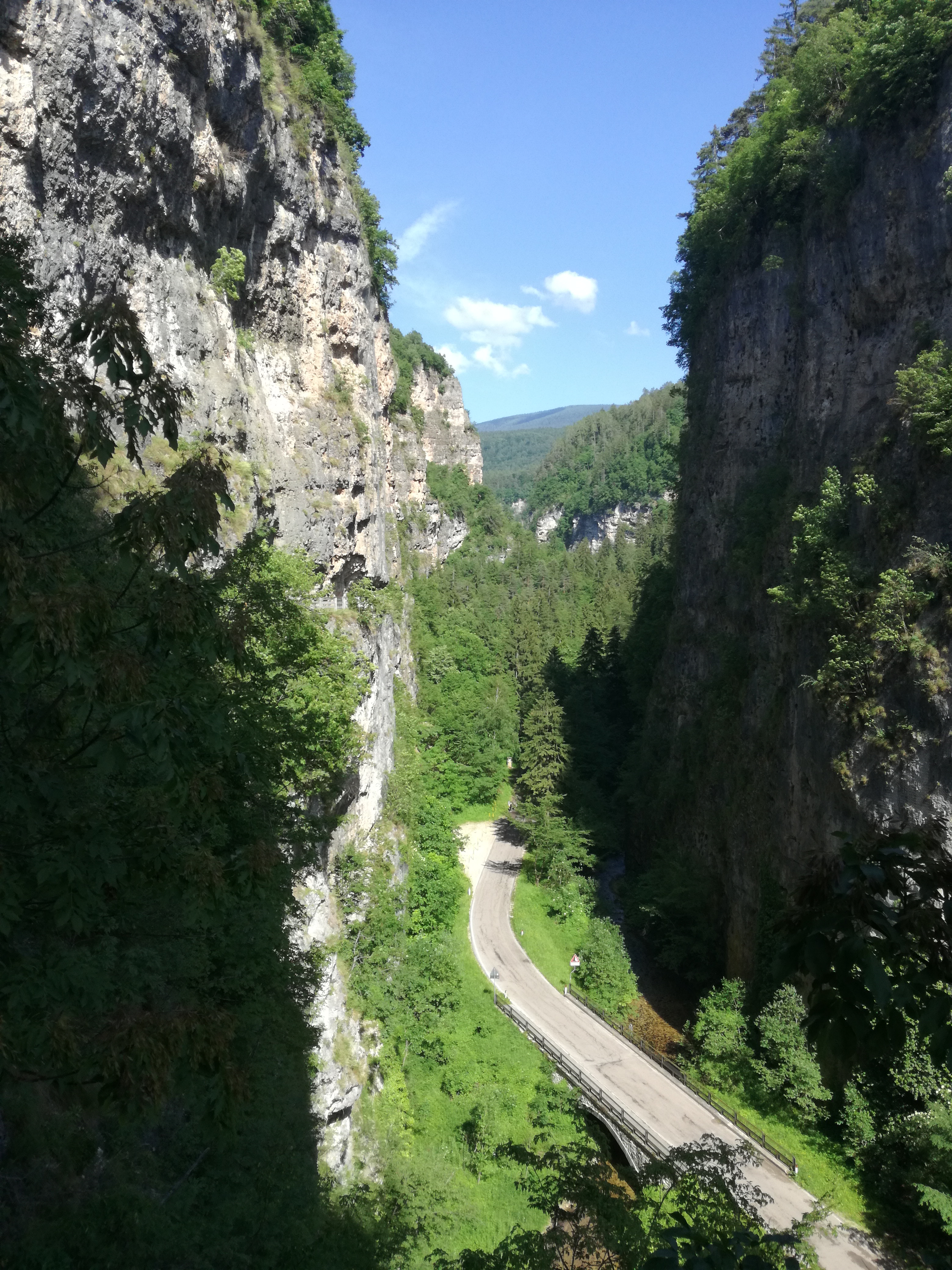
San-Romedio-Schlucht

## Sprache
Sprachlich stellt sich das Nonstal als uneinheitliches Gebiet dar.
In den nördlichsten, zu Südtirol gehörenden Gemeinden wird deutsch gesprochen. Diese Gegend wird zur Unterscheidung vom romanischsprachigen Gebiet Deutschnonsberg genannt. Da der romanischsprachige Nonsberg direkt an der deutschen Sprachgrenze liegt, aber auch wegen des bis ins 18. Jahrhundert auch dort verhältnismäßig großen deutschen Bevölkerungsanteils, sind zahlreiche deutsche Wörter in die lokale romanische Sprache aufgenommen worden. E. Quaresima führt in seinem Wörterbuch der anaunischen Mundart (1964) etliche Wörter deutscher Herkunft an, zum Beispiel: smuzzec (schmutzig), rom (Rahmen) oder stol (Stollen).
Diskussionen bezüglich der sprachwissenschaftlichen Einordnung der lokalen romanischen Dialekte waren Gegenstand der Questione Ladina. Die Romanisten Graziadio Ascoli und Theodor Gartner behandelten die Sprache der welschen Nonsberger (Nones [betont: Nònes], auch: Anaunisch) als Ladinisch und somit Teil der rätoromanischen Sprachen.
Der Chronist des Konzils von Trient, Michelangelo Mariani, vermerkte 1673 die ihm fremd klingende Sprache am Nonsberg, die er aber nicht zu benennen wusste und als „altes Gallisch“ deutete.
Andere Linguisten betrachteten die lokalen Idiome als Teil eines norditalienischen Dialektkontinuums. Mastrelli Anzilotti sieht dagegen deutliche Unterschiede zwischen dem romanischsprachigen oberen und unteren Nonstal. Während sie die Sprache des oberen Nonstals dem Halbladinischen zuordnet, ähnelt sie nach Mastrelli Anzilotti im unteren Teil des Tales den Dialekten des Etschtales.
Seit der Volkszählung 2001 haben die Bewohner der Talgemeinschaft die Möglichkeit, sich als Ladiner zu erklären. Bei der Volkszählung 2011 erklärten sich 26,4 Prozent der Bewohner der Talgemeinschaft als Ladiner.

## Gemeinden

### Provinz Bozen – Südtirol
- Proveis (1420 m)
- Laurein (1150 m)
- Unsere Liebe Frau im Walde-St. Felix, bestehend aus den Ortschaften:
  - Unsere Liebe Frau im Walde (1350 m)
  - St. Felix (1250 m)

### Provinz Trient
Die zur Provinz Trient gehörenden Gemeinden bilden die Talgemeinschaft (italienisch Comunità di valle) Comunità della Val di Non.
| - Amblar-Don - Borgo d’Anaunia - Bresimo - Campodenno - Cavareno - Cis - Cles - Contà | - Dambel - Denno - Livo - Novella - Predaia - Romeno - Ronzone - Ruffrè-Mendola | - Rumo - Sanzeno - Sarnonico - Sfruz - Sporminore - Ton - Ville d’Anaunia |

## Wirtschaft

### Geschichtlicher Abriss
Die ersten schriftlichen Aufzeichnungen, die sich mit wirtschaftlichen Aspekten des Nonstales befassen, stammen aus dem 16. Jahrhundert. Zu Beginn des 16. Jahrhunderts wurde das Tal als Kornkammer des Trentino bezeichnet. Abraham Ortelius unterlegte den wirtschaftlichen Wohlstand in seinem 1595 veröffentlichten Atlas Theatrum Orbis Terrarum mit Zahlen und führte als Beweis an, dass es im „Nansberg“ (sic) 350 Kirchen und 32 Burgen gebe. Wenig später war es der Chronist Marx Sittich von Wolkenstein, der 1613 in seinem Werk Landesbeschreibung von Südtirol das Tal blumenreich beschrieb und meinte, dass das Tal so viele Dörfer wie das Jahr Tage habe. Neben 140 kleineren und größeren Ortschaften zählte er über 30 Burgen auf.
Neben dem Obst-, Getreide- und Gemüseanbau, der Viehzucht, dem Fischfang und der Jagd verwies von Wolkenstein auch ausdrücklich auf die Bergwerke im Tal. So wurde seit dem 13. Jahrhundert Silber, ab dem 16. Jahrhundert Salpeter für die Herstellung von Schießpulver und ab dem 17. Jahrhundert Pech in verschiedenen Minen abgebaut.
Trotz des vermeintlichen Wohlstandes waren ab dem 17. Jahrhundert erste saisonale Migrationen im Tal zu verzeichnen. Im Winter, wenn die Arbeit auf den Feldern ruhte, suchte man anderswo sein Auskommen. Zum Großteil zog es die Migranten in die Po-Ebene. Verbunden mit dem demographischen Anstieg ab Ende des 18. Jahrhunderts kam es zu zahlreichen Veränderungen, die sich auf die wirtschaftliche Entwicklung des Tales auswirkten. Vormals als nicht wirtschaftlich betrachtete Anbauflächen wurden unter großem Aufwand in Ackerflächen umgewandelt, neue Einkommensquellen wie der Seidenbau entstanden. 1830 wurde in Taio die Herstellung von Peitschengriffen aufgenommen. Die Produktion expandierte schnell und 1875 gab es bereits zwölf Betriebe, die Peitschengriffe herstellten. 1920 beschäftigte dieser Wirtschaftszweig etwa 350 Personen in 21 Betrieben. Bereits 1852 war das erste Konsortium für die künstliche Bewässerung der Anbauflächen gegründet worden. Weitere folgten und bildeten die Grundvoraussetzung für den späteren intensiv betriebenen Obstanbau im Tal.
Der Wegfall der oberitalienischen Absatzmärkte nach dem Verlust des Königreichs Lombardo-Venetien 1866 und der Wiener Börsenkrach von 1873 führten zu einer ersten großen Auswanderungswelle nach Europa und Übersee. Verstärkt wurde die Wirtschaftskrise durch die Aufsplitterung der Grundstücke aufgrund der Realteilung sowie durch mehrere Krankheiten und Parasiten, die die Seidenproduktion und den Weinanbau ab der zweiten Hälfte des 19. Jahrhunderts befielen. Als Antwort auf die Krise entstand das Genossenschaftswesen, zunächst in Form von Kellerei- und Genossenschaftsbanken. Aber auch die Intensivierung des bis dahin nur für den Eigengebrauch betriebenen Obstanbaus im Tal resultierte aus dieser Krise. 1878 wurde die erste Obstplantage in Rallo angelegt und wenige Jahre später das erste Lagerhaus für Obst in Tuenno errichtet. Bereits in den 1920er Jahren stellten der Anbau von Äpfeln und Birnen sowie die Viehzucht die Stützpfeiler der lokalen Wirtschaft dar. Seit Anfang der 1930er Jahre galt das Nonstal als Zentrum des Obstanbaus im Trentino.
Zwischen dem 19. und 20. Jahrhundert wurden auch die Grundsteine für die touristische Erschließung des Nonstales gelegt. 1883 war es Kaiser Franz Joseph I., der nach einem seiner Jagdausflüge am Mendelpass eine Jagdhütte bei Ronzone errichten ließ. Aus der kaiserlichen Jagdhütte entstand 1921 das Hotel Waldkönigin. 1889 und 1894 hielt sich Kaiserin Elisabeth von Österreich mehrere Tage am Mendelpass auf. Der Pass sollte eine Pionierrolle in der Entwicklung des Tourismus nicht nur im Trentino, sondern im gesamten Habsburgerreich einnehmen. War der Mendelpass bis zum Ersten Weltkrieg vor allem Ziel der österreichisch-ungarischen Oberschicht, waren es nach 1918 Sommerfrischler der italienischen Bourgeoisie, die dort den Sommer verbrachten. Mit dem Bau der ersten Einrichtungen für den Wintersport in den 1930er Jahren wurde das Tal für den Wintertourismus erschlossen. Zur weiteren touristischen Erschließung trugen wesentlich der Ausbau der Verkehrswege wie der Mendelpassstraße, der Nonstalbahn, der Mendelpaßbahn und der Staatsstraßen SS 42 und SS 43 bei.
Zeitgleich mit dem Tourismus siedelten sich gegen Ende des 19. Jahrhunderts rund um Cles die ersten Industriebetriebe im Tal an. Eine Gerberei und insbesondere die Herstellung von Keramiken machten Cles bekannt. Weitere bedeutende und international tätige Firmen wurden nach dem Zweiten Weltkrieg gegründet, wie die Dalmec 1956 in Tuenno, tätig im Bereich Industrieroboter, der Maschinenbauer Fae in Fondo oder die Mondadori-Druckerei in Cles.

### Weinbau
Im mittleren und unteren Nonstal wurde nachweislich seit dem 17. Jahrhundert Wein angebaut, die Ursprünge des Weinanbaus reichen aber weiter zurück. Bis zum 19. Jahrhundert wurde der Weinbau im Tal ausgebaut, bevor einige ungünstige Faktoren zu dessen Niedergang beitrugen. Eingeleitet wurde der Niedergang durch einige besonders strenge Winter sowie durch das Auftreten von Parasiten und Krankheiten wie der Reblaus und dem Falsche Mehltau. Die zunehmende Konkurrenz aus dem Etschtal und der Wegfall von Anbauflächen durch den Bau der Santa-Giustina-Talsperre brachten in der ersten Hälfte des 20. Jahrhunderts das Aus für den großflächigen Weinbau im Tal.
Zu den erlesensten Weinen gehörte der Groppello aus Revò, den man aus einer autochthonen roten Rebsorte gewann. Wein aus dem Nonstal wurde im 19. Jahrhundert auch in andere österreichische Kronländer exportiert. Zur Erschließung der ausländischen Märkte trugen insbesondere die Kellereigenossenschaften bei. Die erste Kellereigenosschenschaft wurde 1893 in Revò gegründet. Sie war nach Riva und Borgo Valsugana die dritte Kellereigenossenschaft, die im damaligen italienischsprachigen Teil Tirols gegründet wurde. Weitere bedeutende Kellereigenossenschaften gab es in Tuenno, Nanno, Denno, Cloz, Dercolo, Taio und Portolo. 1928 wurde die Kellereigenossenschaft in Revò aufgelöst und das Gebäude in ein Obstlager umgewandelt. Mittlerweile gibt es nur noch einige wenige Weinanbauflächen im Tal und Wein aus dem Nonstal stellt nur mehr ein Nischenprodukt der lokalen Wirtschaft dar.

### Seidenmanufaktur
Während des 19. Jahrhunderts war das Nonstal eines der bedeutendsten Zentren der Seidenherstellung im Trentino. Mit der Herstellung von Seide waren die Anpflanzung von Maulbeerbäumen und die Seidenraupenzucht verbunden. Die ersten Maulbeerbäume, von deren Blätter sich die Seidenraupe ernährt, waren bereits im 17. Jahrhundert im Tal angepflanzt worden. 1770 wurden in Flavon bereits über 24 Zentner Seidenraupenkokons gewonnen. Im 18. Jahrhundert nahm in Denno die erste Seidenspinnerei im Tal den Betrieb auf. Weitere entstanden und 1877 gab es allein in Cles sieben Spinnereien. In der Blütezeit waren über 500 Personen in der Seidenmanufaktur beschäftigt. Die Seidenherstellung trug wesentlich zum Unterhalt der Bevölkerung bei und war einer der wirtschaftlichen Stützpfeiler im Tal. Die Seide aus dem Nonstal wurde im 19. Jahrhundert auf den wichtigsten Seidenmärkten in Europa, in London und Hamburg, verkauft.
In der Mitte der 1850er Jahre wurde in den Gerichtsbezirken Cles und Fondo um die 94 Tonnen Seidenraupenkokons produziert, davon allein im Gerichtsbezirk Cles 92 Tonnen. Nach Rovereto, Trient und Borgo Valsugana war Cles der viertwichtigste Seidenindustriestandort im Trentino. Zu Ende des 19. Jahrhunderts kam es zu einem rasanten und unaufhaltsamen Niedergang der Seidenproduktion im Nonstal. Bereits in den 1910er Jahren wurde keine Seide mehr im Tal hergestellt. Die letzte Spinnerei schloss kurz nach dem Ersten Weltkrieg und wurde anschließend in ein Obstlager umgewandelt.
Zum Niedergang trug zunächst der Wegfall der oberitalienischen Absatzmärkte in der Lombardei und Venetien infolge der italienischen Einigungskriege 1859 und 1866 und der Aufbau von Zollschranken bei. Zudem drängte nach der Eröffnung des Suezkanals 1869 verstärkt asiatische Seide auf den Markt. Das endgültige Aus kam mit dem Auftreten von Parasiten und Krankheiten, die die Seidenraupen befielen, allen voran die Pébrine-Krankheit.

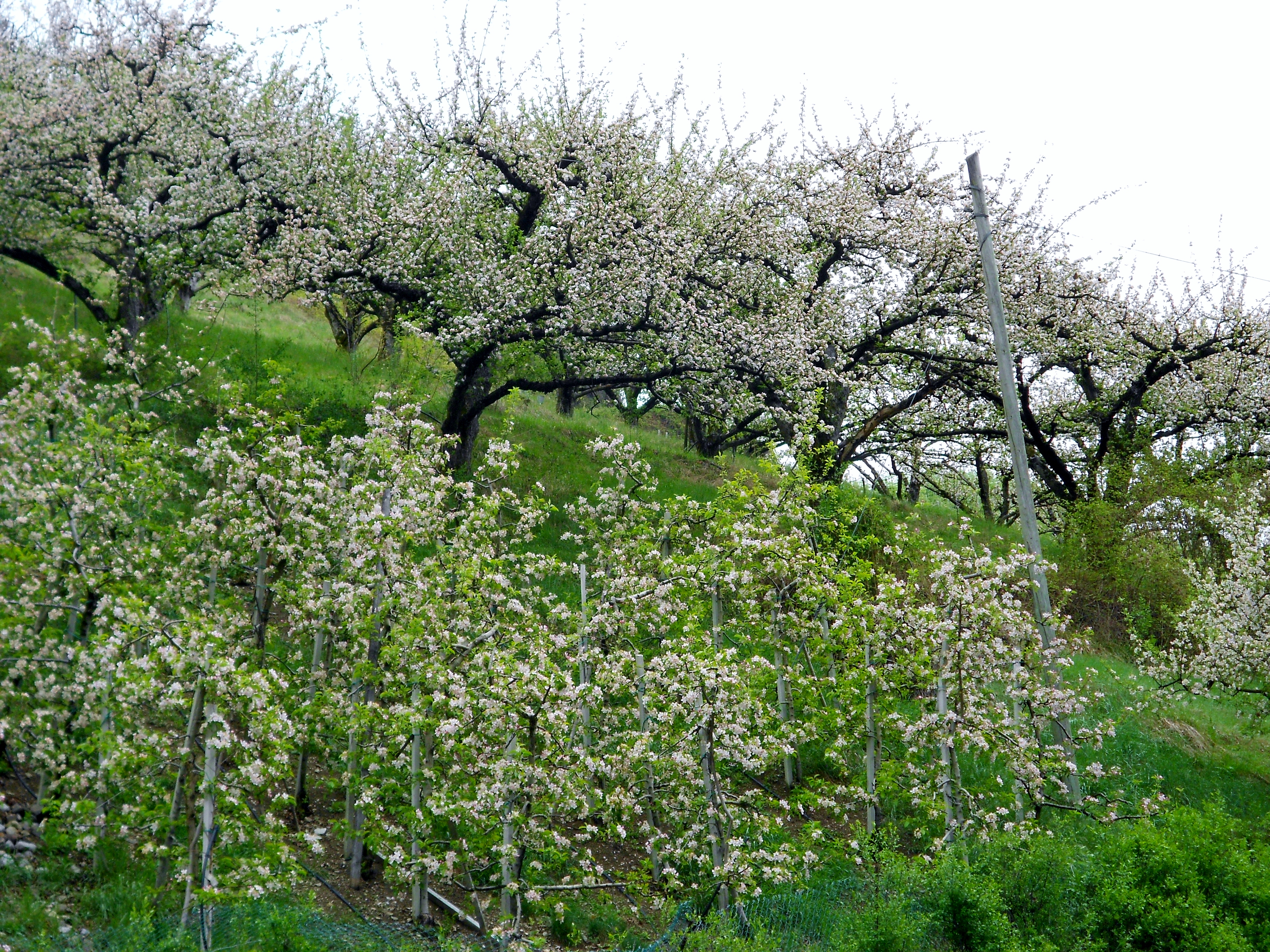
Apfelstreuwiese
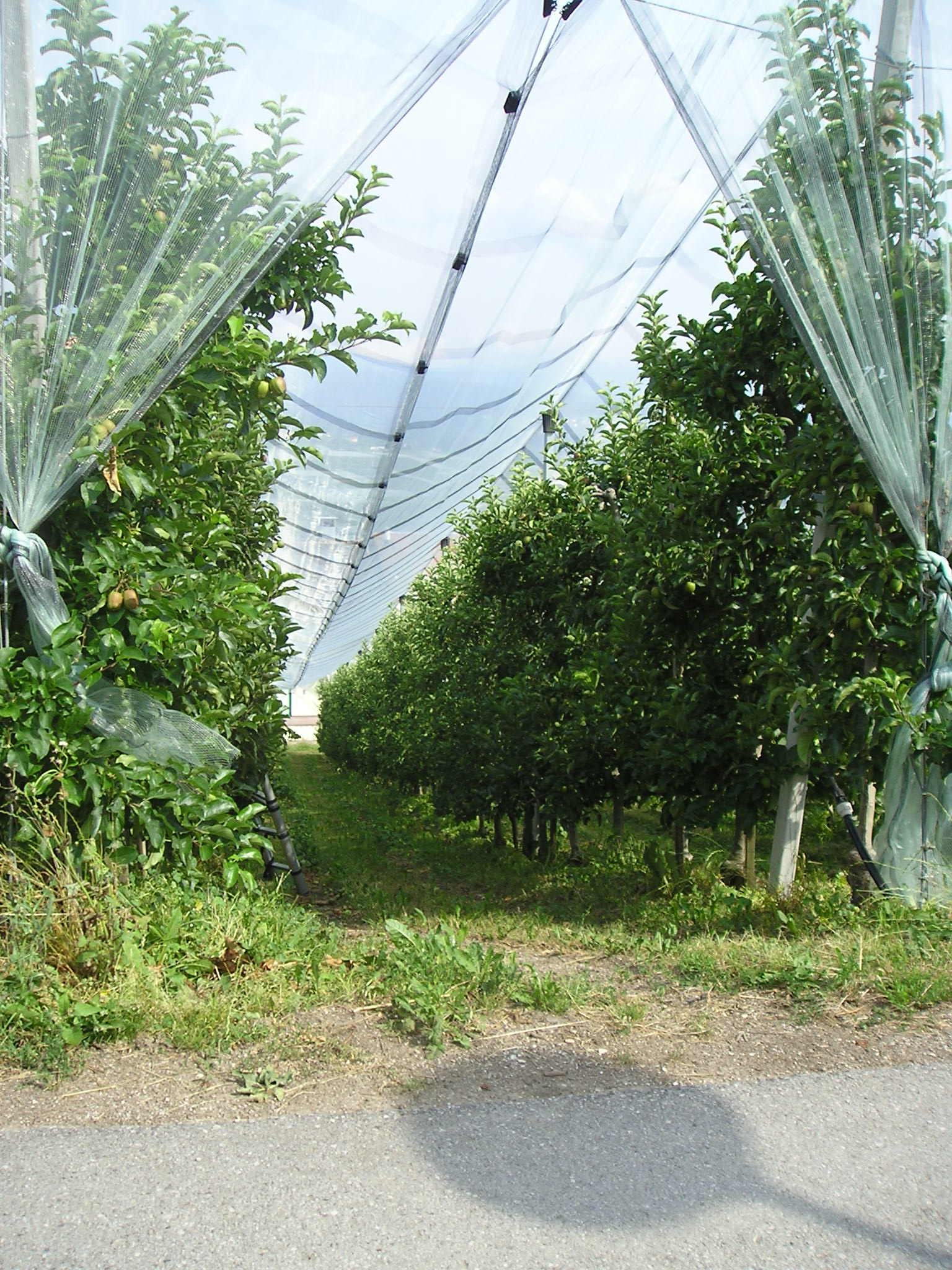
Apfelplantage
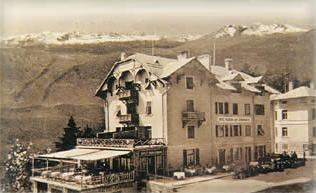
Der Mendelpass um 1900
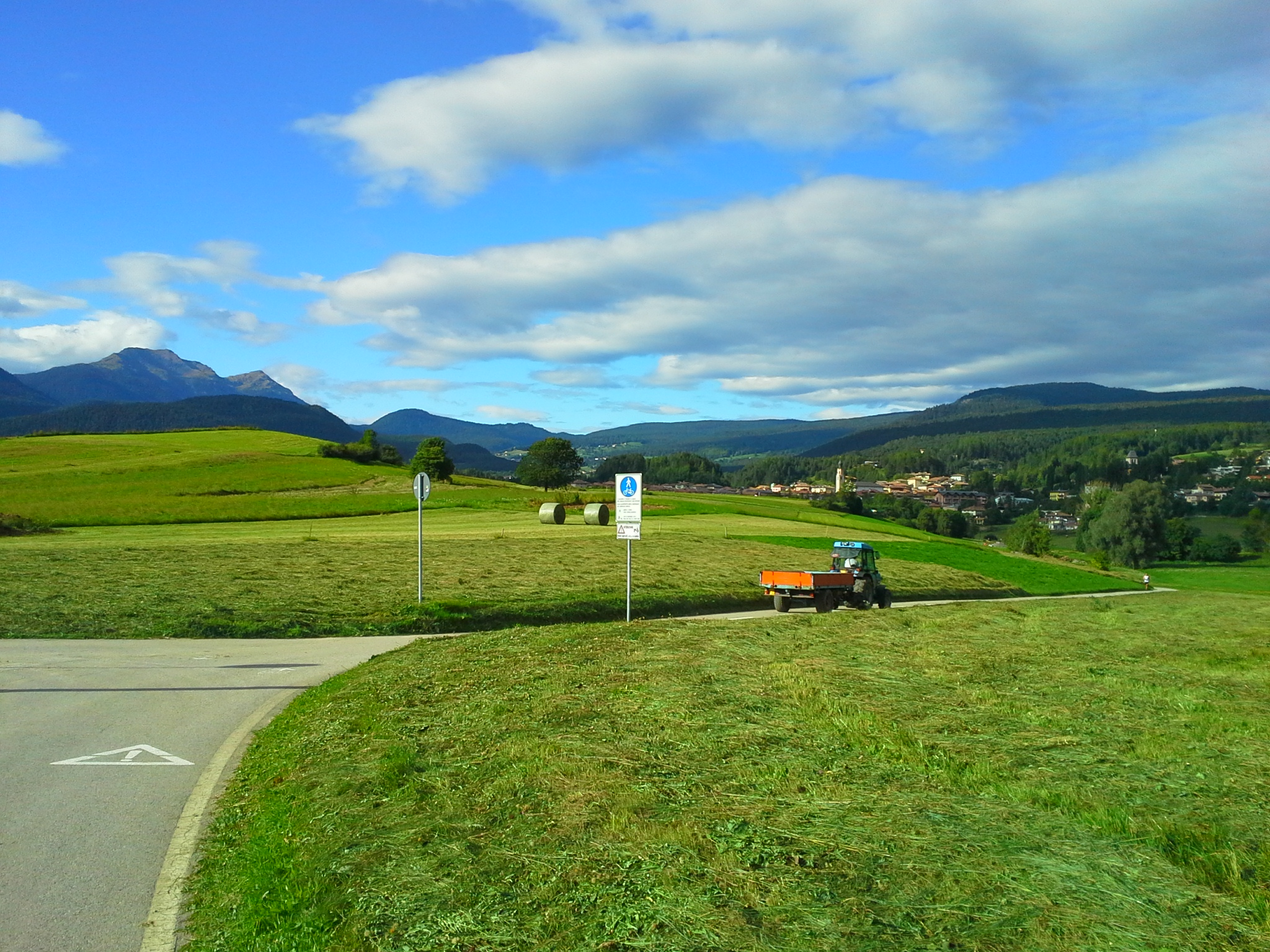
Wiesenflächen, wie sie das obere Nonstal, hier bei Romeno, kennzeichnen
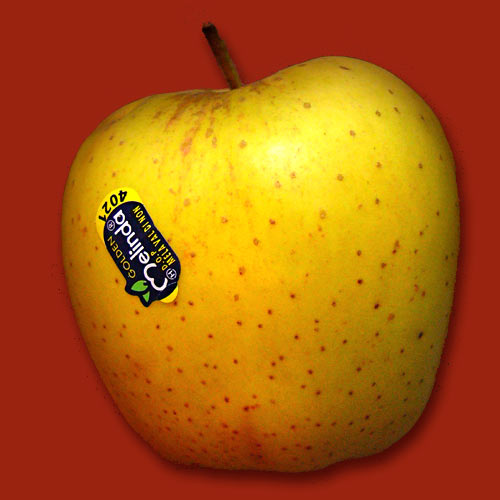
Von Melinda vermarkteter Golden Delicious
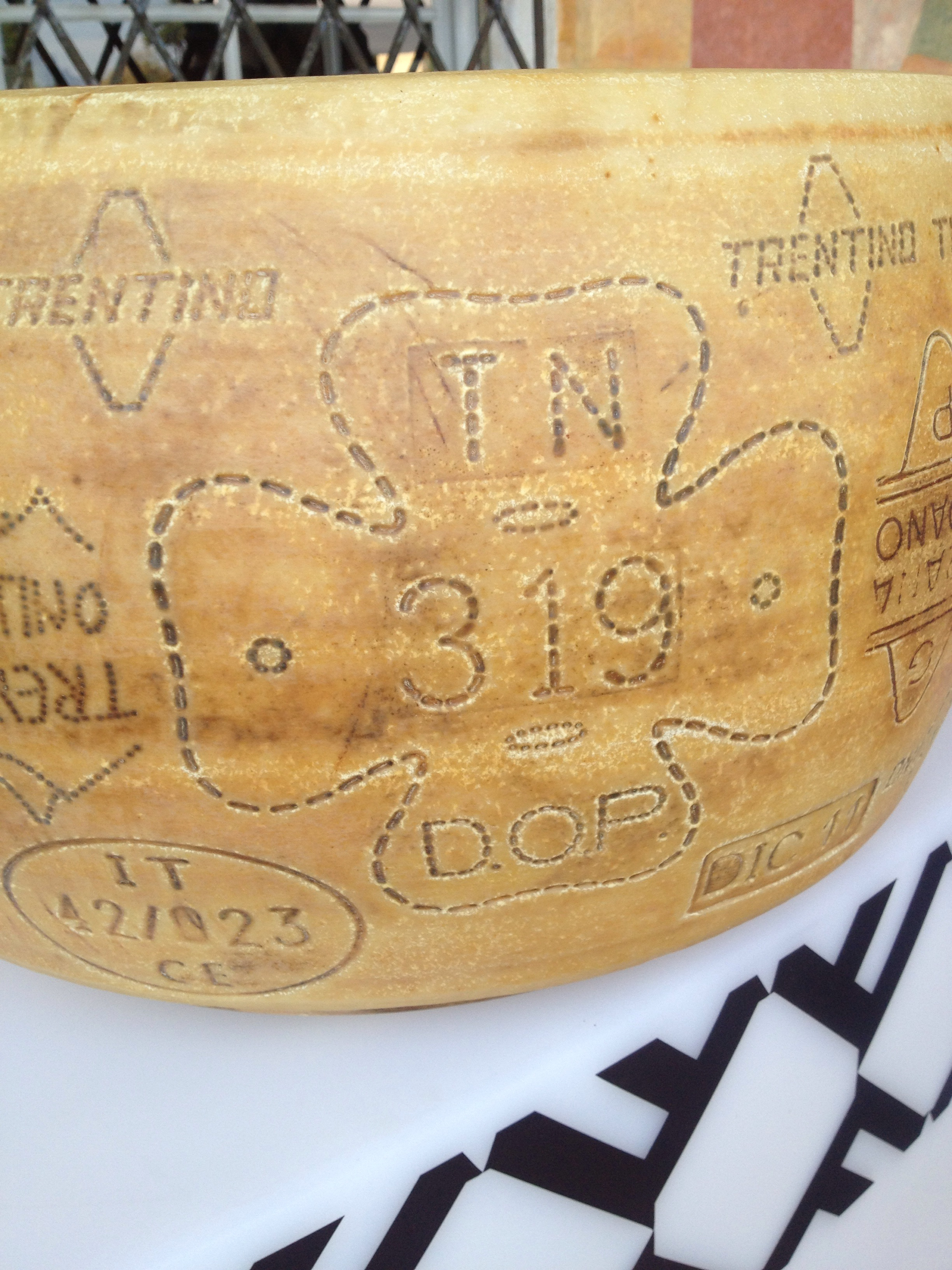
Trentingrana
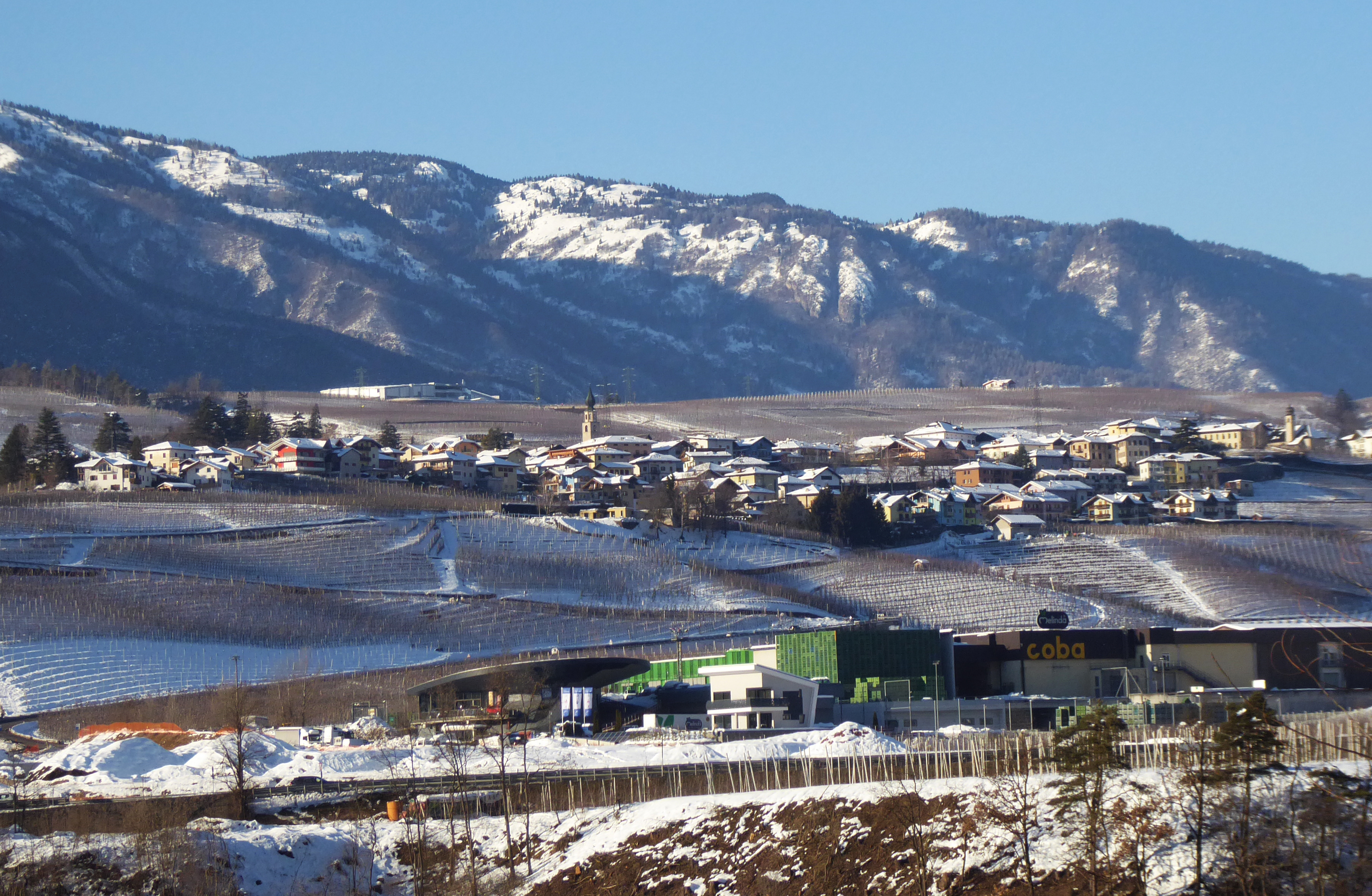
Obstgenossenschaft Coba in Denno

### Landwirtschaft
Die Landwirtschaft im Tal basierte in der Vergangenheit vorwiegend auf einer Subsistenzwirtschaft und zeichnete sich durch den Anbau vielfältiger Obst- und Gemüsesorten aus. Am Ende des 18. Jahrhunderts gelangte aus Deutschland die Kartoffel ins Nonstal. Wurde sie in der ersten Hälfte des 19. Jahrhunderts auf einem Sechstel der Anbaufläche angebaut, stellte sie bald ein Grundnahrungsmittel dar. Bis zum Preisverfall nach dem Zweiten Weltkrieg war der Kartoffelanbau auf Höhen zwischen 600 und 1100 m stark verbreitet. Daneben wurden vor allem Roggen und Mais angebaut. Aus Letzterem stellte man Maismehl für die Polenta her, die die Nahrungsgrundlage für die Bevölkerung im Nonstal und im übrigen Trentino bildete.
Wie in anderen Gebirgstälern des Trentino kam dem Buchweizen eine besondere Rolle in der Landwirtschaft zu. Aus historischen Quellen geht hervor, dass in der ersten Hälfte des 19. Jahrhunderts Buchweizen etwa auf einem Drittel der Anbaufläche angebaut wurde. Insbesondere ab den mittleren Höhenlagen stellte Buchweizen eine geschätzte Alternative für Mais dar, der ab solchen Höhen nur schlecht heranreifte. Aus dem Buchweizenmehl wurde wiederum Polenta in Form der sogenannten schwarzen Polenta zubereitet. Roggen und Gerste wurden bis zur Mitte des 20. Jahrhunderts angebaut. Die Zentren des Anbaus lagen in Cles und Fondo.
Zwischen den beiden Weltkriegen wurde versucht, den Tabakanbau heimisch zu machen, vor allem zwischen Taio und Denno. In den höheren Lagen wurde dagegen der Anbau von Weißkohl intensiviert. Etwa 60 % der arbeitsfähigen Bevölkerung im Tal war zu diesem Zeitpunkt in der Landwirtschaft beschäftigt. Das war der höchste Anteil im gesamten Trentino. Auch in der Folge war der Anteil der im Nonstal in der Landwirtschaft Tätigen höher als in der übrigen Provinz. Um die Mitte des 20. Jahrhunderts wurde der Großteil der für den Ackerbau und den Gemüseanbau genutzten Flächen zugunsten des Obstanbaus aufgegeben. In den 1990er Jahren waren noch 15 % der Beschäftigen in der Landwirtschaft beschäftigt, während es im übrigen Trentino nur 4 % waren.

### Viehwirtschaft
Neben der Landwirtschaft war die Viehwirtschaft, insbesondere die Weidehaltung, seit alters her im Nonstal bedeutsam. Ab Ende des 19. Jahrhunderts stieg die Rinderzucht an, während die Haltung von Schafen und Ziegen kontinuierlich abnahm. Zu Beginn des 21. Jahrhunderts war die Schaf- und Ziegenhaltung im Tal fast vollständig verschwunden. Die Milchviehwirtschaft stellte über Jahrhunderte eine traditionelle Einkommensquelle für die Nonstaler Familien dar. In der Regel besaß jede Familie mindestens eine Kuh. Mit der Einrichtung der ersten Turnusmolkereien wurde die Milch nicht mehr zu Hause verarbeitet. Später übernahmen diese Aufgabe die Genossenschaftsmolkereien. Die Almwirtschaft bestimmte über Jahrhunderte den sozialen und wirtschaftlichen Rhythmus im Tal und die Heuernte stellte die wichtigste Tätigkeit für die Bauern im Sommer dar.
Vom 19. bis zum Beginn des 20. Jahrhunderts war die Viehzucht eine der wichtigsten Wirtschaftsbereiche im Tal. Sie ist nach dem Obstanbau noch immer von fundamentaler Bedeutung, auch wenn sie sich auf Höhenlagen zwischen 900 und 1800 m beschränkt. Zu Ende der 1960er Jahre gab es 4000 landwirtschaftliche Betriebe mit Viehhaltung. Zu Beginn des 21. Jahrhunderts war ihre Anzahl auf unter 300 Stallungen gesunken, die sich auf das obere Nonstal konzentrierten.

#### Käseherstellung
1926 wurde in Rumo erstmals die Käsesorte Grana im Nonstal hergestellt. Bereits im Jahr darauf nahm die Käserei in Cloz die Produktion in größerem Umfang auf. Zu Beginn der Grana-Herstellung standen Käser aus Mantua und Modena bei der Produktion zur Seite. Bereits in den 1930er Jahren war der Grana aus dem Nonstal auch außerhalb des Tales bekannt und wurde beispielsweise in die Vereinigten Staaten exportiert. 1934 wurde er bereits in zwölf Käsereien im oberen Nonstal produziert. 1975 gab es 26 Genossenschaftskäsereien, denen über 1.600 Milchbauern angehörten und die jährlich 34.000 Formen produzierten.
1951 wurde das Konsortium der Genossenschaftskäsereien und Milchproduzenten Con.Ca.S.T. gegründet und 1973 entstand das Konsortium „Trentingrana“. Letzteres kümmerte sich ursprünglich um die Lagerung und Reifung des Käses sowie um den anschließenden Verkauf. Die dem Konsortium angeschlossenen Genossenschaftskäsereien lieferten anfangs nur einen Teil ihrer Produktion ab. 1983 wurde die Produktion von Grana vollständig dem Konsortium Trentingrana anvertraut. 1993 verschmolzen die beiden Konsortien zum Konsortium Trentingrana Con.Ca.S.T.
2010 konzentrierte sich die Käseproduktion im Tal auf sieben Käsereien mit über 260 Milchbetrieben, die über 58.000 Formen Grana im Jahr produzierten.

### Apfelanbau
Bis 1850 wurden im Nonstal Äpfel praktisch nur für den Eigenverbrauch angebaut. Erst mit den Krisen, die die Serikultur und den Weinbau trafen, wich man auf den Obstanbau aus, der eine Alternative zur Auswanderung darstellte. Gepflanzt wurden vor allem Apfel- und Birnbäume. 1882 wurden im Bezirk Cles 1.729 Zentner Obst geerntet, 1888 fast 5.000 Zentner, davon 3.000 Zentner Äpfel und 1.500 Zentner Birnen. Zum kommerziellen Erfolg trugen internationale Preise bei, mit denen die Äpfel aus dem Nonstal ausgezeichnet wurden, wie z. B. bei der Weltausstellung 1873 in Wien.
Noch Anfang des 20. Jahrhunderts wurden das Obst im Tal vor allem auf Streuwiesen angebaut und das Heu für die Viehhaltung genutzt. Ende der 1930er Jahre stammten 40 % der Obstproduktion im Trentino sowie 70 % der im Trentino für den Export angebauten Äpfel bereits aus dem Nonstal. Nach dem Zweiten Weltkrieg wurde der Obstanbau noch intensiviert. Dazu trugen nicht nur die gestiegene Nachfrage, sondern unter anderem auch die Verbesserungen in der künstlichen Bewässerung und die zunehmende kommerzielle Bedeutung der Obstgenossenschaften bei. Der Obstboom brachte Reichtum und Wohlstand ins Tal, veränderte aber auch das Landschaftsbild des Tales und warf neue Probleme auf, vor allem was die Folgen der Monokulturen beispielsweise durch den Einsatz von Pflanzenschutzmitteln auf die Umwelt betraf.
Damit der Apfelanbau im Tal überhaupt expandieren konnte, mussten eine Reihe von Rahmenbedingungen geschaffen werden. Als zunächst größtes Problem erwiesen sich die niedrigen und über das Jahr ungleichmäßig verteilten Niederschlagsmengen. Im Nonstal reicht die durchschnittliche Jahresniederschlagsmenge nicht aus, um den Wasserbedarf der Obstplantagen zu decken. Insbesondere die Sommermonate sind durch längere Trockenperioden gekennzeichnet, die einen intensiven Anbau nicht zulassen. Die Anbauflächen mit ausreichend Wasser zu versorgen stellte bereits in der Vergangenheit eine der größten Herausforderungen für die Bauern dar. Ohne den Bau eines mehrere hundert Kilometer langen Kanalsystems mit Sammelbecken und Verteilerstationen wäre eine intensive landwirtschaftliche Nutzung aber nicht möglich gewesen. Der erste Bewässerungskanal wurde bereits 1700 in Rumo errichtet. In der zweiten Hälfte des 19. Jahrhunderts errichtete fast jede Ortschaft im Tal ein eigenes Kanalsystem. Zum Teil wurden die Kanäle dabei unter erheblichem Aufwand durch senkrechte Felswände geführt. Zwischen 1850 und 1930 wurden 22 solcher Bewässerungssysteme in Betrieb genommen. 1930 wurde eine Fläche von 2.930 Hektar künstlich bewässert. Die Fläche entspricht in etwa der Hälfte der in den 2010er Jahren von den Obstgenossenschaften für den Apfelanbau genutzten Anbaufläche.
Die Genossenschaften, die ab den 1890er Jahren zunächst als Genossenschaftsbanken, den Casse rurali, im Tal Fuß fassten, stellten das Kapital für den Ausbau der Landwirtschaft zur Verfügung. Die erste Cassa rurale wurde 1894 in Tuenno eröffnet. Die insbesondere vom Klerus geförderten Genossenschaftsbanken fanden bald zahlreichen Nachahmer und 1912 gab es bereits zwölf solcher Banken im Tal.
Zum Boom des Apfelanbaus im Nonstal trug wesentlich die Mechanisierung in der Landwirtschaft bei. Gab es 1936 im gesamten Trentino lediglich 15 Traktoren und 26 dreirädrige Nutzfahrzeuge, die in der Landwirtschaft eingesetzt wurden, zählte man 1996 allein im Nonstal 12.000 solcher landwirtschaftlichen Nutzfahrzeuge. Die Mechanisierung war aber vor allem Grundvoraussetzung für die industrielle Landwirtschaft. Damit verbunden war eine Vergrößerung der Anbaufläche, wobei die durch die Realteilung bestehenden Kleinstparzellen durch die Anpassung der Grundbücher zusammengefasst und so flurbereingt wurden. Es wurden aber auch neue Anbauflächen geschaffen. Dicht in Reihen gedrängter Plantagenanbau ersetzte die Streuobstwiesen. Neue Bewässerungssysteme in Form von Beregnungsanlagen ersetzten die Bewässerungskanäle. Durch den Einsatz von Kunstdüngern und Spritzmitteln konnte der Ertrag gesteigert werden. In vielen Orten im unteren und mittleren Nonstal entstanden großflächige Lagerhallen. Langsam wachsende Apfelsorten wurden durch schnell wachsende ersetzt wie den Golden Delicious, der bereits drei bis vier Jahre nach der Anpflanzung Früchte trägt.
2017 betrug die Apfelanbaufläche im Nonstal 6.700 Hektar, wovon 2.600 im oberen, 3.000 im mittleren und 1.100 im unteren Nonstal lagen. Im gesamten Trentino waren es 9.500 Hektar. Seit der Gründung des Konsortiums Melinda 1989 kümmert sich das Konsortium um die Vermarktung der Nonstaler Äpfel. 2017 wurden um die 400.000 Tonnen Äpfel an Melinda abgeliefert. Zwischen 2012 und 2017 lag der durchschnittliche Jahresumsatz bei 250 Millionen Euro. Die am meisten verbreitete Apfelsorte ist der Golden Delicious mit einer Jahresproduktion von etwa 300.000 Tonnen. Die übrigen 100.000 Tonen verteilen sich auf die Sorten Kanadarenette, Gala, Red Delicious, Fuji und Evelina. Der Golden und der Red Delicious sowie die Kanadarenette aus dem Nonstal sind seit 2003 Äpfel mit geschützter Ursprungsbezeichnung (Denominazione d’Origine Protetta DOP).

## Verkehr
Das Tal ist durch mehrere Staatsstraßen und zahlreiche Provinzstraßen erschlossen. Außerdem wird es von der Bahnstrecke Trient–Mezzana, auch als Nonstalbahn bekannt, bedient. Bis 1934 wurde die Schmalspurbahn durch die Nonsbergbahn ergänzt. Im Einzelnen führen folgende Staatsstraßen durch das Nonstal und den Deutschnonsberg:
- Strada Statale 42 del Tonale e della Mendola, die SS 42 verläuft im nördlichen Bereich des Tales zwischen der Mostizzolo-Brücke am Beginn des Val di Sole und dem Mendelpass.
- Strada Statale 43 della Val di Non, die SS 43 verbindet die Rotaliana-Ebene im Etschtal mit Cles. Sie stellt eine direkte Verbindung mit der A22 Brennerautobahn her und beginnt ebenfalls an der Mostizzolo-Brücke.
- Strada Statale 43 dir della Val di Non, die SS 43 dir stellt eine Verbindung zwischen der SS 42 und der SS 43 auf der orographisch linken Seite des Tales dar. Sie folgt in Teilen dem Verlauf der stillgelegten Nonsbergbahn.
- Strada Statale 238 delle Palade, die SS 238, bekannt auch als Gampenpassstraße, verbindet das Nonstal und den Deutschnonsberg über den Gampenpass mit Meran im Burggrafenamt.
- Strada Statale 421 dei Laghi di Molveno e Tenno, die SS 421 führt an der Ostseite der Brentagruppe entlang und verbindet das Tal mit den Äußeren Judikarien und dem Gardasee.

Daneben gibt es mit der SS 43 racc, der SS 238 dir und der SS 238 racc noch drei kürzere, als Verbindungs- oder Umgehungsstraßen klassifizierte Staatsstraßen.

## Sonstiges
Der größte Ort im Nonstal ist Cles. Westlich von Cles liegt das Val di Sole. In seiner Frühgeschichte wurde das Tal vom Stamm der Bechuni besiedelt. Aus vorrömischer Zeit stammen bedeutende archäologische Funde der Fritzens-Sanzeno-Kultur am Nonsberg, darunter rätische Inschriften. Im 1. Jahrhundert wurde das Tal romanisiert und als Anaunia bezeichnet. Aus dieser Zeit stammt die 1869 bei Cles gefundene Tabula Clesiana, ein Erlass des römischen Kaisers Claudius aus dem Jahr 46 n. Chr., die im Castello del Buonconsiglio in Trient ausgestellt ist. Zahlreich sind auch die langobardischen Funde aus der Zeit von 568 bis 788 n. Chr.

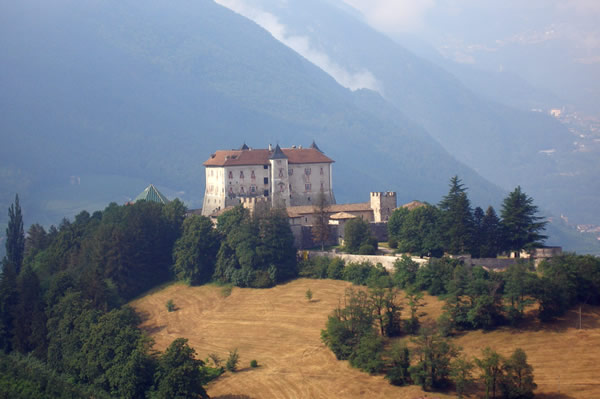
Castel Thun
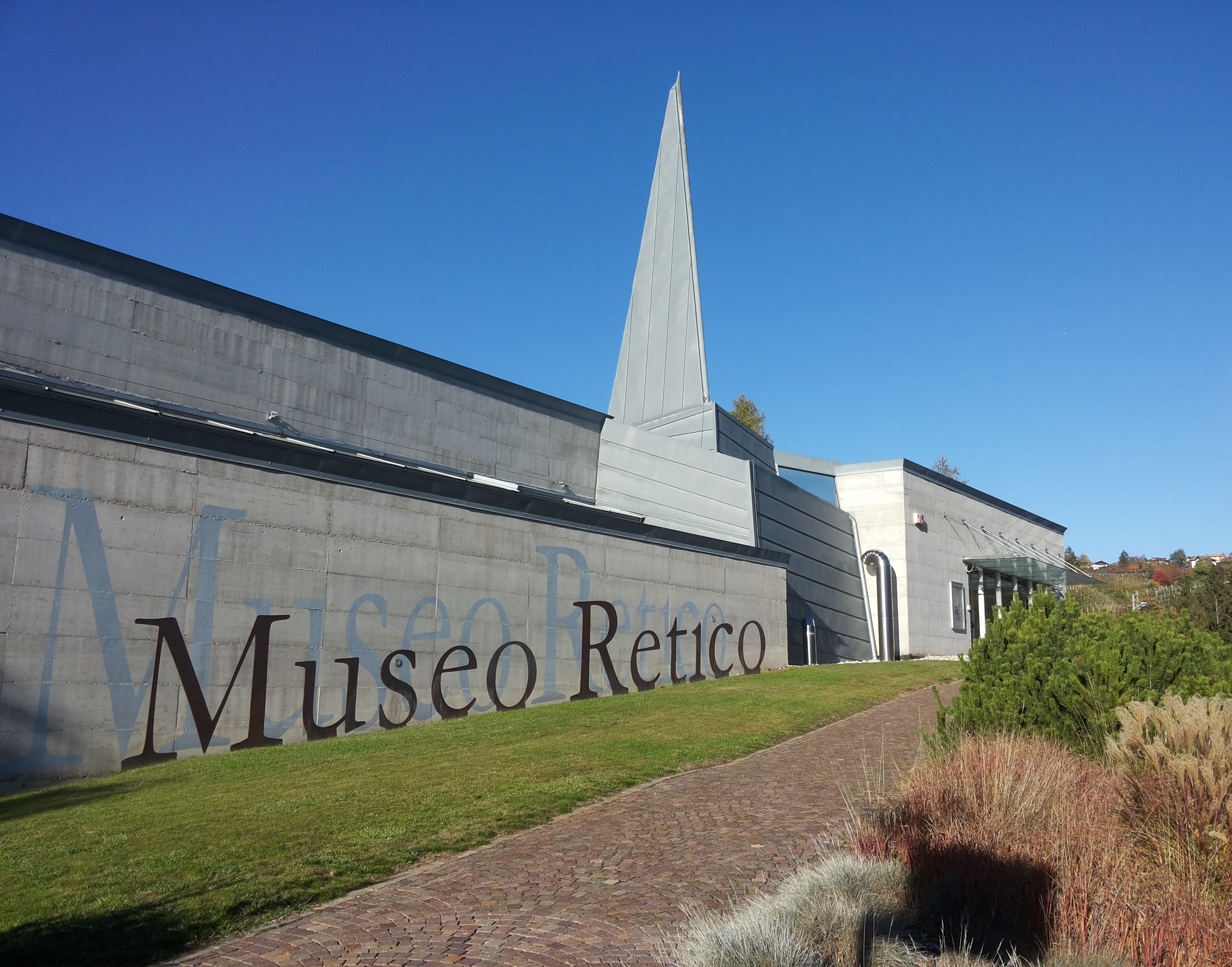
Rätisches Museum in Sanzeno
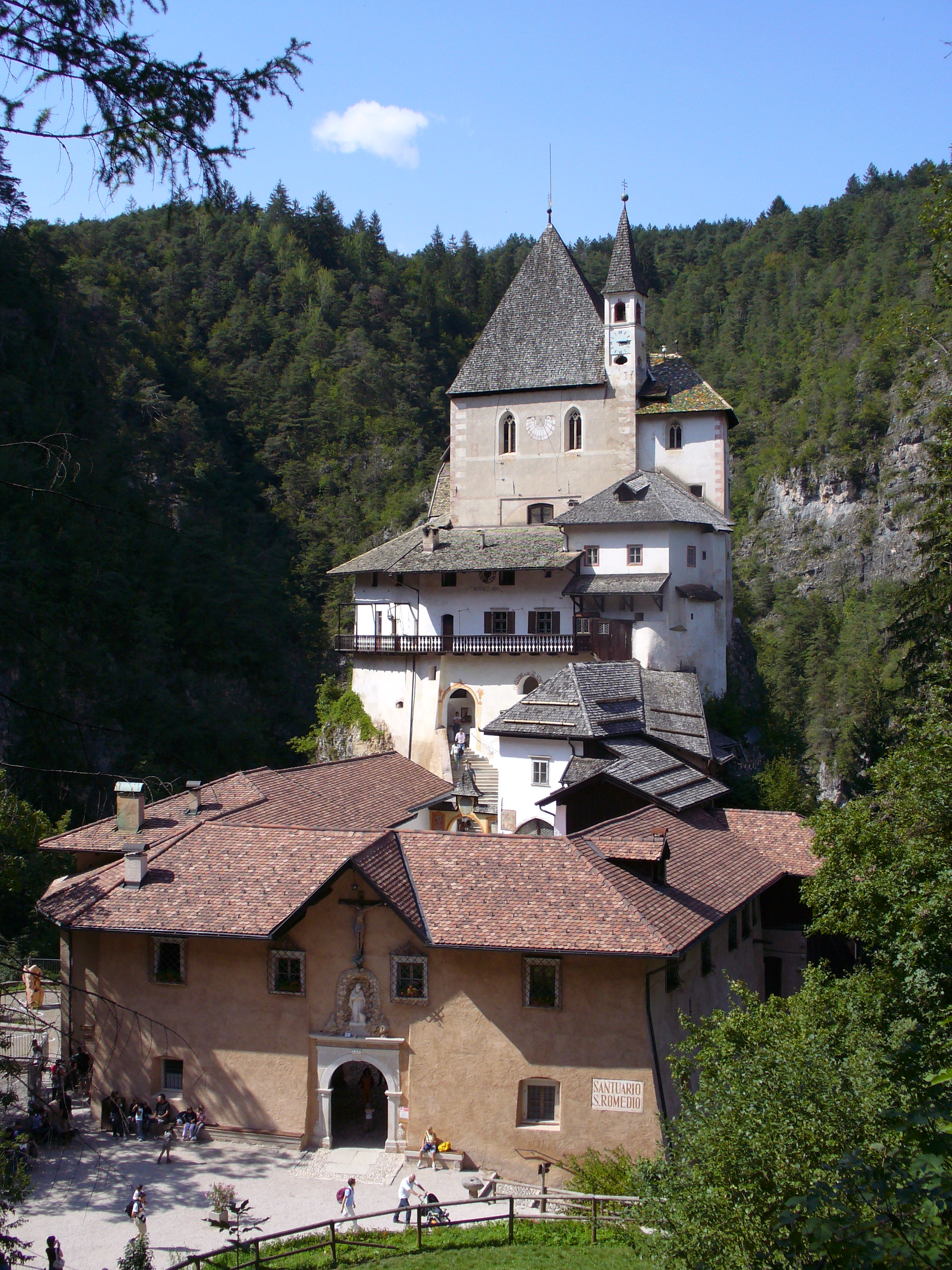
San Romedio
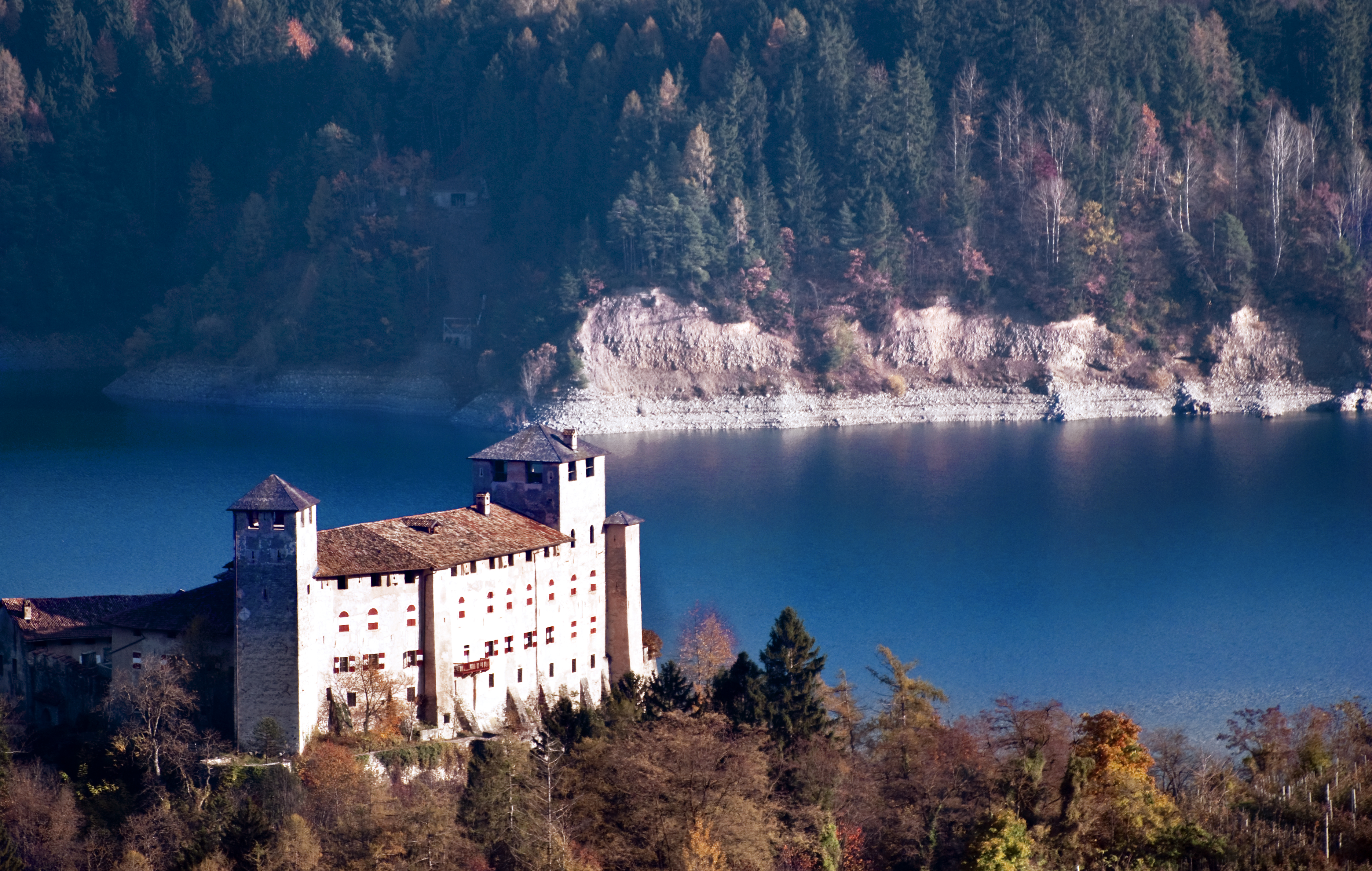
Castel Cles
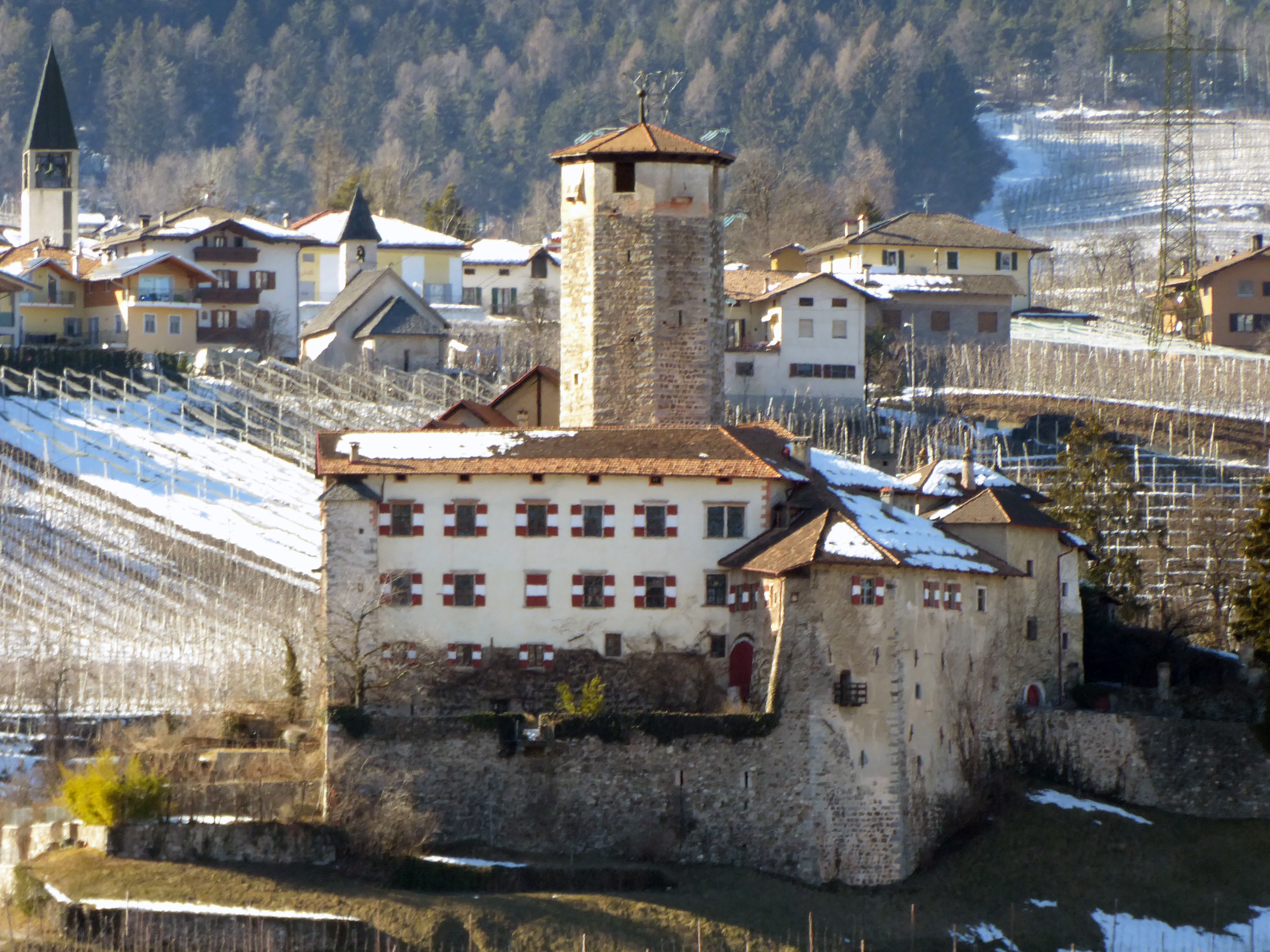
Castel Valer